# Transidentité
Ne doit pas être confondu avec Intersexuation ou Travestissement.

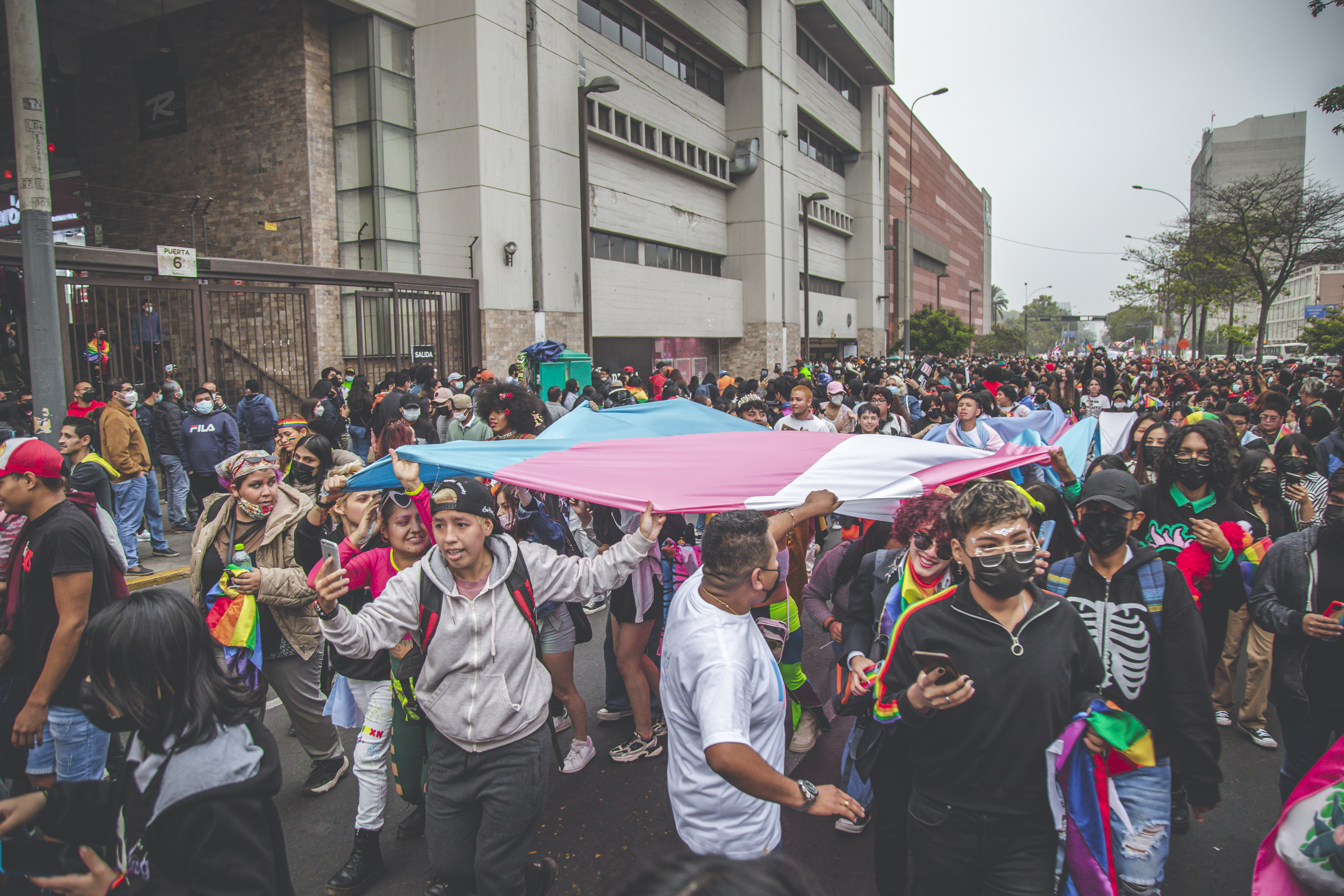
Groupe de personnes trans à la marche des fiertés 2022 de Lima.

La transidentité est le fait, pour une personne transgenre, d'avoir une identité de genre différente du genre assigné à la naissance,,,,,, contrairement à une personne cisgenre, qui vit, quant à elle, en situation de cisidentité. Les termes « transsexuel » et « transsexualisme » sont des termes médicaux anciens, abandonnés par la plupart des médecins et fréquemment considérés comme pathologisants. Les femmes trans sont des femmes qui ont été assignées hommes à la naissance. À l'inverse, les hommes trans sont des hommes qui ont été assignés femmes à la naissance, tandis que les personnes non binaires ne sont ni strictement homme, ni strictement femme, mais entre les deux, un mélange des deux, ou aucun des deux.
Si la plupart des concepts utilisés sont récents, des cas de changements d'identité sont documentés depuis des milliers d'années, et les identités de genre en dehors de la binarité sont fréquentes dans les civilisations non occidentales. L'approche médicale se développe à partir des années 1910 et 1920 en Allemagne, avec les premières hormonothérapies et opérations chirurgicales, et se démocratise dans la seconde moitié du XXe siècle.
Les personnes trans subissent de très fortes discriminations, notamment en raison de la transphobie. Les personnes trans sont au quotidien les victimes de nombreuses violences transphobes, parmi lesquelles le mégenrage et l'utilisation de leur morinom, et pouvant aller jusqu’au crime de haine. Les personnes trans subissent une forte discrimination à l'embauche et au travail.
La communauté trans fait partie de la communauté LGBT et dispose de ses propres symboles. Les personnes trans restent très peu représentées dans de nombreux domaines mais cette représentation semble en progrès. Les différentes études semblent indiquer que la part des personnes transgenres dans la population générale est comprise entre 0,1 % et 2 %.

## Périmètre

### Terminologie
À partir de la fin du XIXe siècle apparaît le concept d'inversion sexuelle, qui regroupe tout ce qui ne relève pas de l'hétérosexualité,. Le début du XXe siècle introduit la distinction entre, d'une part, l'homosexualité, et, de l'autre, la transidentité.
En 1910, Magnus Hirschfeld introduit le concept de « travesti » dans Die Transvestiten, en lui donnant le sens large de personne dont l'expression de genre (vêtements, maniérismes) ne correspond pas, ponctuellement ou en permanence, à son genre de naissance,,. Havelock Ellis utilise le terme d'« éonisme », inspiré de Charles d'Éon de Beaumont, pour décrire la même chose. Au cours du xxe siècle une distinction se cristallise entre travestissement et transidentité grâce à la conceptualisation d'identité de genre : le travestissement devient défini comme l'expression de genre qui ne correspond pas à son identité, tandis que la transidentité est le fait d'avoir une identité de genre qui ne correspond pas à celle assignée à la naissance,.
Dans les années 1950, la transidentité est pensée dans une perspective médicale, c'est-à-dire par le changement du corps via chirurgie ou prise d'hormones, se faisant appeler « transsexualisme » ou « transexualité »,,. À la fin des années 1960, la militante trans Virginia Prince popularise le terme de « transgenre » pour parler de personnes qui ont transitionné socialement, mais pas médicalement,. Cette distinction reste en place plusieurs décennies, mais après la publication du livre Transgender Liberation de Leslie Feinberg en 1992, le mot « transgenre » devient plus généraliste. Il se démocratise fortement à partir de 2015, tout en étant graduellement remplacé par l'abréviation « trans ». Le nom « transsexualisme » et l'adjectif « transsexuel » deviennent datés, remplacés par « la transidentité » ou « les transidentités »,, pour mettre l'accent sur la diversité des ressentis et des parcours. Le terme « transitude » est aussi utilisé au Québec, et commence à l’être en France.
La personne concernée se dit « transidentitaire », « transgenre » ou simplement « trans » ; il n'y a pas de réel consensus sur la différence de signification entre ces adjectifs. Les personnes n'étant pas trans sont qualifiées de « cisgenres », terme construit en opposition à « transgenre » au plus tard dans les années 1990.

### Conceptions non binaires du genre

#### Troisième genre dans le monde

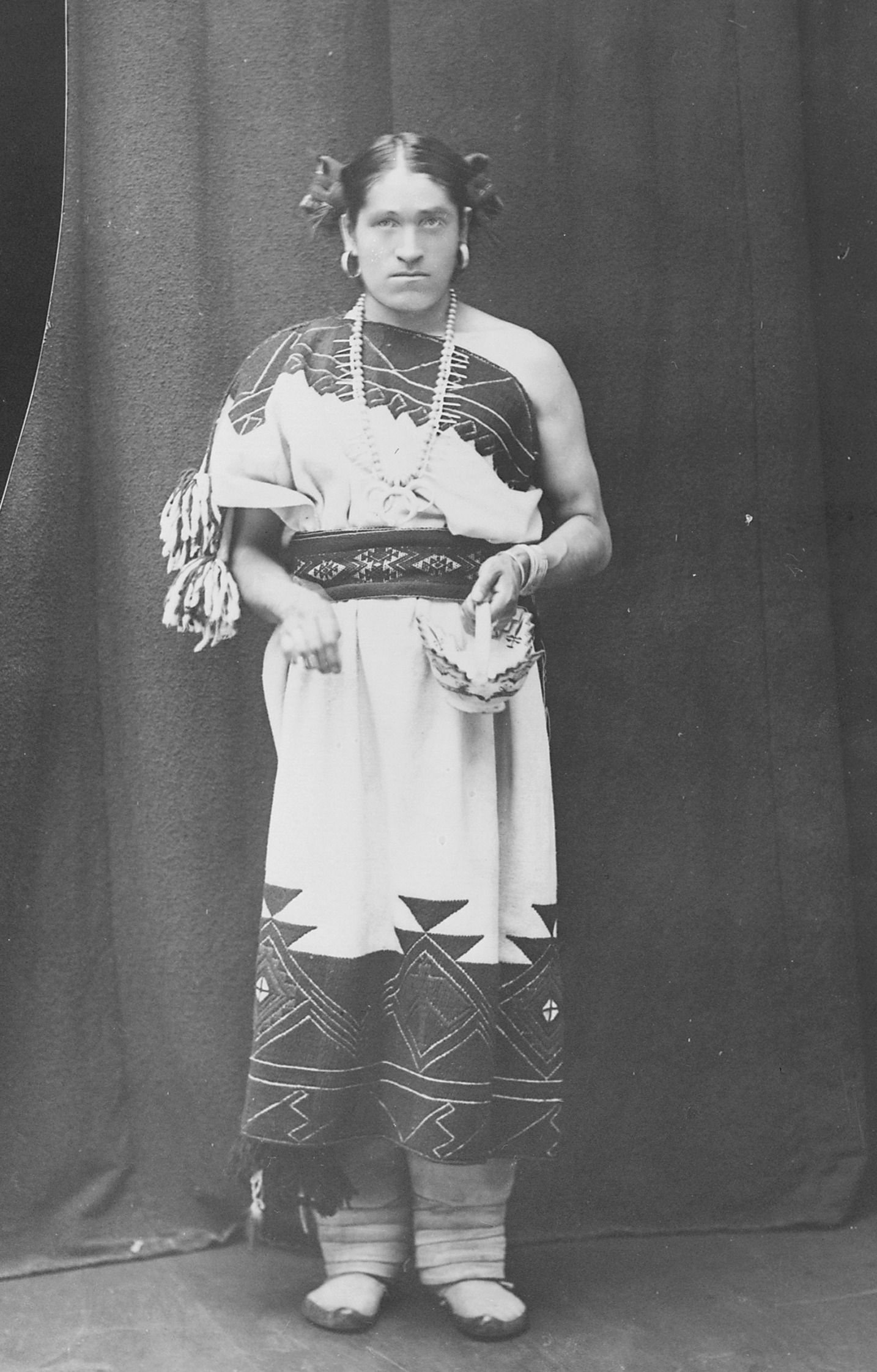
We'wha (1849-1896) est une personne bispirituelle et leader de la nation a:shiwi.

Si la construction du terme « transidentité » se fait essentiellement en contexte occidental, il existe de nombreuses autres identités, spécifiques à des contextes culturels donnés, qui relèvent de positions sociales similaires à celles des personnes trans,. Leur rattachement aux transidentités se fait au travers des études trans, en parallèle de la redécouverte de l'histoire de la transidentité.
Le terme bispiritualité naît pour regrouper sous un même terme les différentes identités ni homme ni femme autochtones d'Amérique du Nord. Des Ojibwés proposent l'utilisation de ce mot pour plus de spécificité et pour se distancer des représentations occidentales de la non-binarité. Il regroupe de nombreuses identités spécifiques à une nation, tels que winkte en lakota, nádleehé en navajo ou hwame en mojave. En 1994, la proposition du nouveau mot est adoptée à la majorité,,.
Des identités de genre intermédiaires, entre les polarités cisgenres, existent dans de nombreuses cultures, notamment les acaults en Birmanie, les fakafefine aux Tonga, fakafafine à Wallis-et-Futuna, les mukhannathun dans l'islam, fa'afafine aux Samoa, rae rae en Polynésie, mahus à Hawaï, new half au Japon, hijras en Inde, muxe chez les Zapotèques du Tehuantepec Juchitan, vierge sous serment en Albanie, woobie en Côte d'Ivoire, femminielli en Italie, etc. En Thaïlande et au Laos, le terme katoï correspond à une identité de genre qui correspond largement aux personnes transgenres homme vers femme et aux hommes gay efféminés.

#### Non-binarité
Les identités genderqueer, aussi appelées non-binarité, sont conceptualisées dans les années 1980 ou 1990 pour désigner les personnes qui ne sont ni femmes ni hommes. Ce terme regroupe de nombreuses identités, telles que la fluidité de genre ou le fait d'être agenre. Contrairement aux systèmes de genre non binaires, qui attribuent une place sociale définie aux identités non binaires (qui peut toutefois être stigmatisante), la non-binarité n'a pas de rôles de genre propres dans les sociétés occidentales.

### Genre et expression de genre

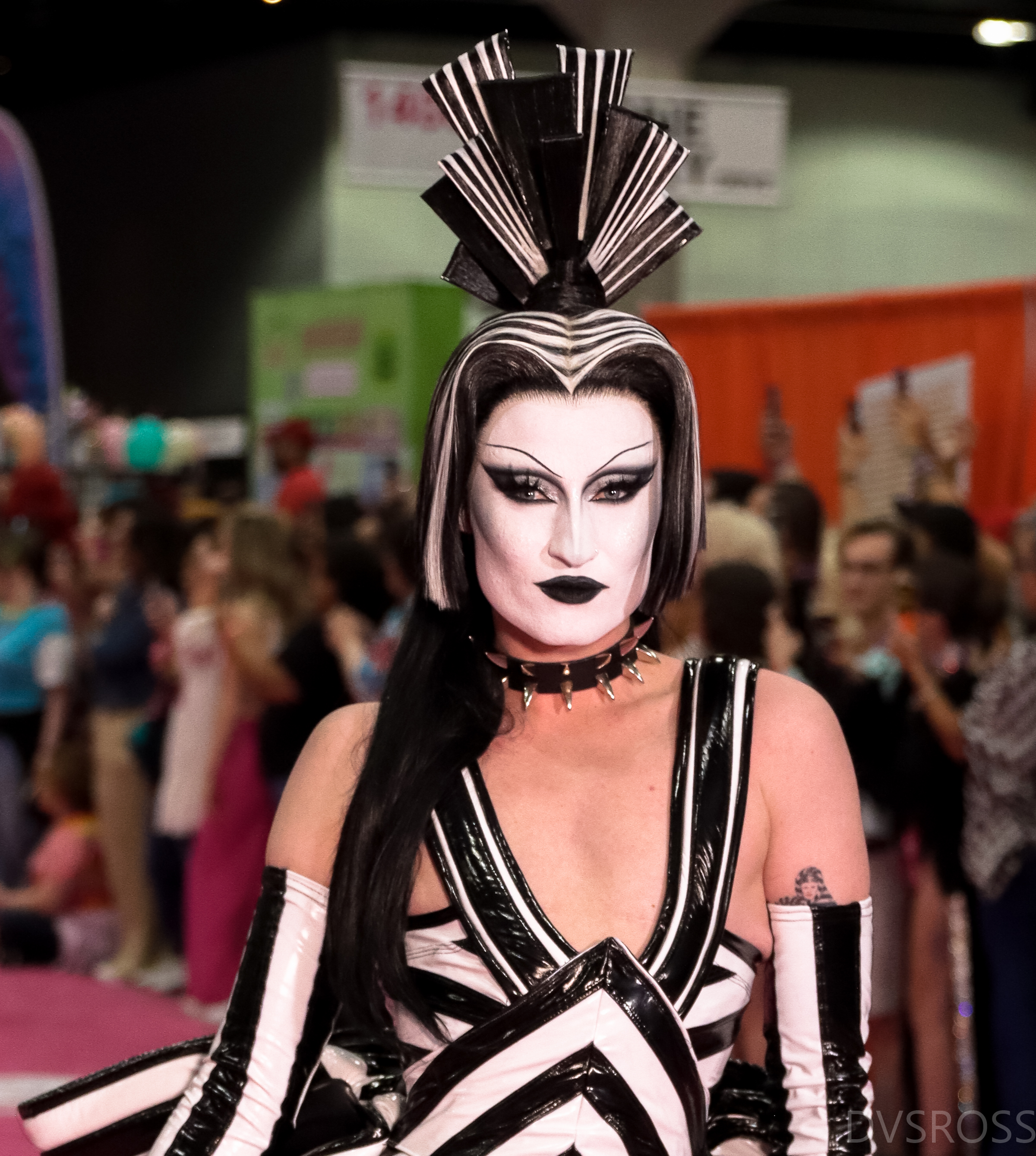
Gottmik, qui est à la fois un homme trans et une drag queen, lors du 2023.

La transidentité ne dépend pas de l'expression de genre, et inversement : on peut avoir une apparence androgyne ou se travestir sans remettre en cause son genre attribué à la naissance.
Certaines lesbiennes butch, c'est-à-dire à l'expression de genre masculine, peuvent s'approprier ou rejeter l'étiquette de personnes transmasculines, de même que des hommes trans peuvent ou non se qualifier de butch,,. En 1988, Jacob Hale suggère l'idée d'une zone frontière regroupant les femmes lesbiennes butch et les hommes trans : l'idée est critiquée plusieurs décennies plus tard. Des femmes trans peuvent également se qualifier de butch et donc ne pas répondre aux codes sociaux de l'apparence féminine.
Le sens du terme « travestissement » a évolué depuis Magnus Hirschfeld et les années 1920. Il signifie dorénavant un changement de l'expression de genre sans que l'identité de genre ne soit forcément différente. Il est ludique s'il n'est qu'un déguisement, transgressif dans le cadre du drag et peut aussi être un travestissement de commodité plus difficile à différencier de la transidentité et servant à accéder aux rôles de l'autre genre, par exemple dans le cas des saintes travesties ou des vierges sous serment. Le travestissement peut être une première étape de « test » ou de prise de conscience avant une transition chez les personnes transgenres, ou un compromis dans une société très discriminante.

### Genre et orientation sexuelle
À partir de la fin du XIXe siècle apparaît le concept d'inversion sexuelle, qui regroupe tout ce qui ne relève pas de l'hétérosexualité,. Dans le DSM-III, revu en 1987, le « transsexualisme » était divisé en sous-catégories « homosexuel » et « hétérosexuel ». Avec le temps, l'identité de genre et l'orientation sexuelle sont décorrélées, toute la gamme des orientations sexuelles se retrouvant chez les personnes trans.

## Histoire
On trouve la trace de personnes vivant sous un autre genre que celui de leur enfance dès les premiers écrits de la Mésopotamie,, et ce sur tous les continents,,. Dans la Rome antique, Héliogabale exige l'utilisation du féminin pour la désigner et veut accéder à une « double nature sexuelle » grâce à une incision « à l'avant du corps ».
Le christianisme et la colonisation chrétienne imposent de nouveaux standards, appliqués de façon stricte, et marquent la fin de nombreuses pratiques sortant de la binarité de genre. Certains missionnaires acceptent que des femmes vivent comme des hommes et remplissent leurs rôles, comme Njinga du Ndongo et du Matamba, roi du Ndongo et du Matamba, mais la transidentité féminine est très durement réprimée. En 1513, Vasco Núñez de Balboa assassine par exemple 40 femmes trans de l'isthme de Panama pour cause de sodomie. En Asie, entre autres chez les hijras, les colons empêchent les personnes trans d'accéder à leurs emplois spirituels d'origine, les forçant à subsister par la prostitution, ce qui entretient les stéréotypes sur le long cours. En Europe, le travestissement des femmes en hommes est également plus accepté que l'inverse : le moine Eugène, forcé à dévoiler son sexe pour éviter une accusation de viol, est canonisé sous le nom de sainte Eugénie.
De nombreux hommes trans de l'Europe des XVIIIe et XIXe siècles s'engagent comme marins ou soldats. Aux États-Unis, pendant la guerre de sécession, plus de 200 personnes s'engagent dans l'armée en se déguisant. Dans les deux cas, ces identités sont respectées si les hommes trans ou femmes travesties ne révèlent pas leur anatomie, auquel cas on leur attribue de nouveau leur rôle féminin.
Le développement de la chirurgie de réattribution sexuelle et de l'hormonothérapie, créée en Allemagne au plus tard en 1918 et destinée aux personnes trans, se fait en parallèle de tentatives de « guérir » l'homosexualité, telle que la greffe, réalisée en 1916 par Eugen Steinach, d'un testicule d'un homme hétérosexuel vers un homme homosexuel,. Le mot travesti est inventé en Allemagne par Magnus Hirschfeld. Une série d'opérations d'affirmation de genre est réalisée en Allemagne au sein de l'Institut Hirschfeld dans les années 1920, avant sa destruction par la Schutzstaffel nazie.
L'histoire de Christine Jorgensen est largement médiatisée à partir de 1952. Elle ouvre la voie à une démocratisation des transitions médicales, qui s'opère de façon très différente selon les pays,.

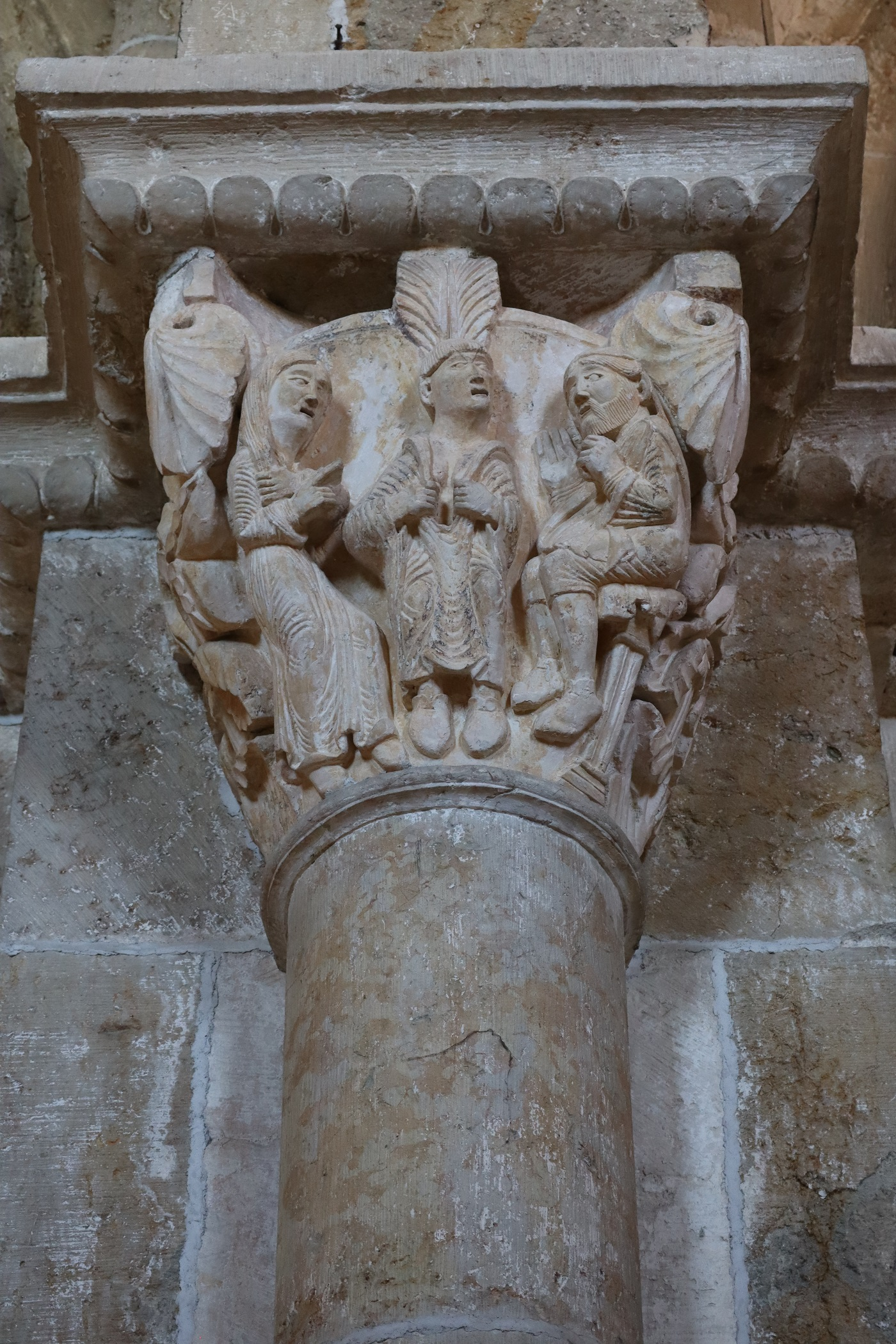
Chapiteau à l'intérieur de la basilique de Vézelay montrant le moine Eugène (sainte Eugénie) découvrant ses seins.
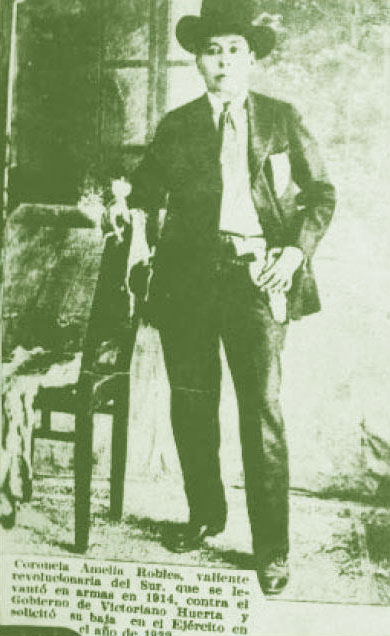
Amelio Robles Ávila, soldat mexicain transgenre[70].
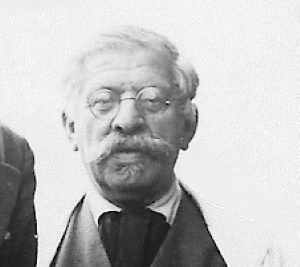
Magnus Hirschfeld, sexologue et médecin.
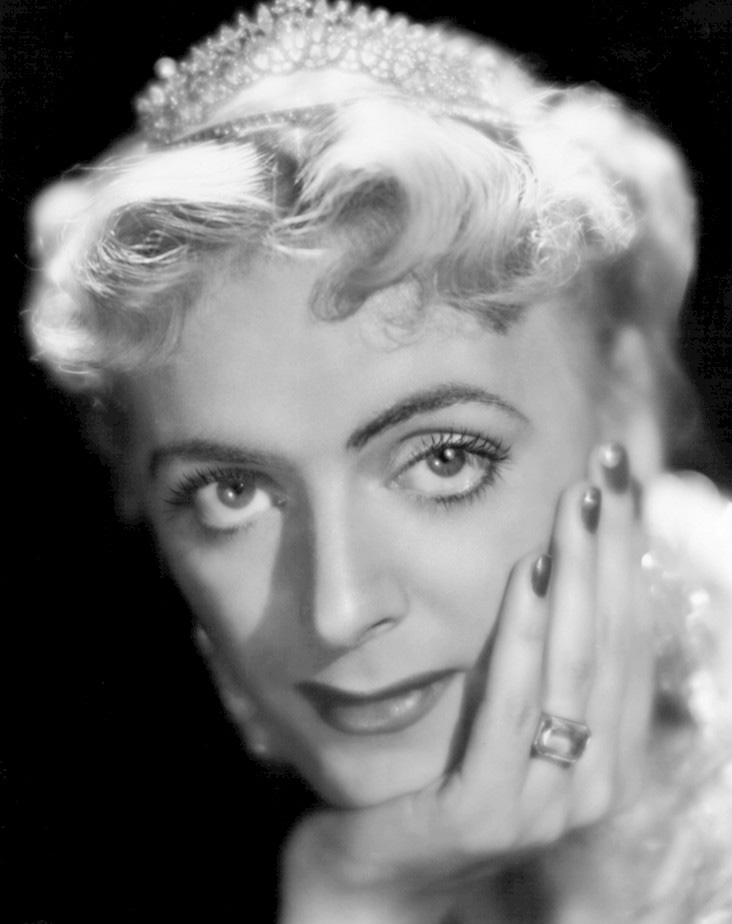
Christine Jorgensen, dont l'histoire est largement médiatisée et ouvre la voie à une démocratisation des droits des personnes trans.

## Démographie

### Limites méthodologiques

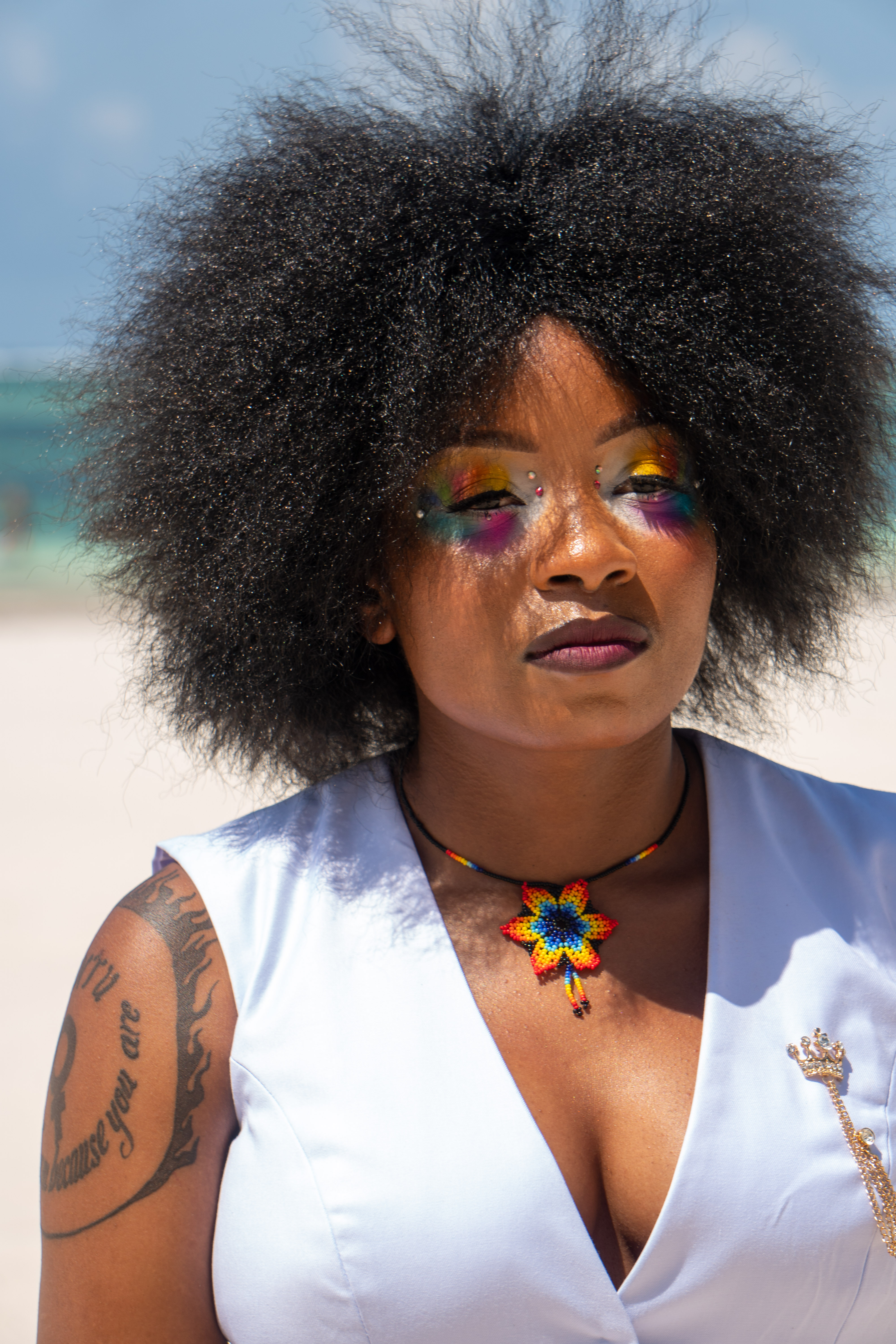
Les personnes non binaires, telles que Marylize Biubwa, ne sont pas toujours incluses dans les statistiques de personnes trans.

Les enquêtes médicales et sociologiques n'incluent que rarement des questions permettant d'identifier les personnes transgenres, ce qui rend difficile la mesure des personnes appartenant à des minorités de genre et des soins dont elles ont besoin,. Certains pays n'ont par ailleurs aucun outil d'estimation de la proportion de personnes transgenres ; la transidentité et le genre n'ont pas non plus le même vocabulaire et les mêmes significations dans différentes cultures.
La formulation des questions peut poser problème dans le cas des personnes non binaires, considérées ou non comme trans selon la méthodologie adoptée,,. Les études administratives ne permettent souvent que deux sexes, excluant ou mesurant incorrectement les personnes non binaires,. Elles ne demandent pas non plus un sexe de naissance : les personnes trans sont donc identifiées comme appartenant à leur genre de naissance ou d'arrivée mais ne sont pas identifiables comme transgenres,.
Les questionnaires plus détaillés, sur la base du volontariat, ne s'adressent qu'à des populations déjà en contact avec des services ou associations en lien avec la transidentité, ce qui fausse la prévalence, tandis qu'une étude ne demandant pas le consentement des participants peut les mettre en danger. En parallèle, certaines personnes ne veulent pas être identifiées comme trans, pour des raisons personnelles ou pour assurer leur propre sécurité. En effet, la petite taille des échantillons si on restreint certains facteurs, comme la ville ou le genre, permettent d'identifier une personne trans malgré une anonymisation des résultats.
Pour toutes ces raisons, une même personne peut être marquée sous plusieurs genres dans différents jeux de données, ce qui sera vu comme une aberration statistique et supprimé des résultats.

### Fréquence
Une méta-analyse des études cherchant à estimer la taille de la population trans et non binaire, réalisée en 2016, montre qu'on peut distinguer deux types de résultats. Les études cliniques, qui ne comptent que les personnes qui suivent un parcours médical dans un centre spécialisé, estiment que les personnes trans représentent entre 2 et 25 personnes pour 100 000 (soit 0.002 – 0.02 %). Les études basées sur des sondages d'échantillons représentatifs de la population ou des recensements expriment des estimations environ 100 fois plus hautes (0,3 à 1,6 %). Les taux de personnes trans observés dans les études augmentent dans les années 2010, non pas parce qu'il y a plus de personnes trans mais parce qu'elles ont moins d'obstacles à s'identifier comme telles.
Une étude de 2014 en Australie évalue que plus des trois quarts des personnes ayant conscience d'être transgenres effectuent une transition sociale au moins partielle, et qu'environ 40 % d'entre elles ne souhaitent pas de transition médicale, une proportion plus élevée chez les personnes non binaires. En Union européenne, une personne trans sur trois parle ouvertement de son identité de genre, les personnes non binaires et les mineurs étant les moins ouverts à ce sujet.

### Distribution

#### Genre
Les femmes trans semblent plus nombreuses que les hommes trans selon de nombreuses études, la plupart d'entre elles de type médical. De nombreuses limites méthodologiques s'appliquent à ce constat : les études médicales s'appuient sur des personnes plus aisées et éduquées, et les données sont mondiales, alors que la transmasculinité n'est pas forcément exprimée comme telle dans de nombreuses cultures. Avec un lissage statistique, on observe une prévalence sensiblement identique entre femmes trans, hommes trans et personnes non binaires.

#### Âge
Dans les années 2010, le nombre d'enfants transgenres identifiés comme tels augmente fortement dans les pays occidentaux, probablement en lien avec une plus forte médiatisation du sujet ; le concept est inconnu des sphères médiatiques et académiques jusqu'aux années 1990, avant de commencer à naître en raison du militantisme de certains parents voulant plus de reconnaissance pour leurs enfants transgenres. De façon plus générale, les chercheurs identifient un nombre bien plus élevé de personnes transgenres dans les populations adolescentes et jeunes adultes des années 2010 et 2020. Au Brésil en 2021, on estime que les personnes transgenres sont plus jeunes en moyenne que les personnes cisgenres, mais aussi que les personnes non binaires.
Une étude sur des personnes trans montre qu'à l'âge de 20 ans, 94 % ont déjà conscience que leur genre d'origine ne leur correspond pas, 73 % s'identifient comme transgenres, et 52 % ont dit être transgenres à leur entourage. Ces résultats ne changent pas selon l'âge des répondants, suggérant que la population plus importante mesurée chez les jeunes générations ne correspond pas forcément à une augmentation de la fréquence de la transidentité, mais à une meilleure acceptation leur permettant de s'exprimer.

#### Santé
Les personnes trans ont un niveau de santé et des taux de handicap très variables en fonction du niveau de discrimination subi, notamment en termes d'accès aux soins de santé, à l'emploi et au logement. Elles souffrent plus souvent que la moyenne d'infections sexuellement transmissibles, notamment du VIH, ainsi que de comorbidités psychiatriques dont la dépression et l'anxiété.

Drapeau combinant les symboles de la transidentité et de la neurodiversité.

L'existence d'une co-occurrence entre transidentité et troubles du spectre de l'autisme, ainsi que l'absence de contre-indication aux soins d'affirmation du genre pour les personnes autistes, sont scientifiquement établis et font consensus. Il n'existe en revanche pas de consensus quant aux explications causales, qui sont soit sociobiologiques, soit psychologiques, soit psychosociologiques.
Aux États-Unis, les personnes trans porteuses d'un handicap sont proportionnellement deux fois plus nombreuses que les personnes cisgenres porteuses d'un handicap. La transidentité elle-même a une représentation variable : pendant cinquante ans et jusqu'au début des années 2020, les militants s'efforcent de montrer qu'elle n'est pas un handicap. Or, la controverse autour des enfants transgenres encourage certains parents d'enfants trans à se réapproprier l'image de la transidentité comme handicap, c'est-à-dire comme situation subie qui ne doit pas mener à l'exclusion de ces enfants.
Le processus de transition (bloqueurs de puberté, injection d'hormones, chirurgie) peut avoir des conséquences lourdes et irréversibles sur la santé des personnes trans concernées (problèmes osseux, cancers, maladies cardiovasculaires). Le faible recul scientifique sur le processus de transition ne permet pas d'identifier toutes les conséquences biologiques et médicales.

#### Autres caractéristiques démographiques
Aux États-Unis, les personnes non blanches, notamment Latino et noires, sont surreprésentées au sein de la population trans,. En Union européenne, plus de la moitié des personnes trans migrantes ou non blanches sont ou ont été sans domicile fixe. La proportion de personnes trans vivant en zone rurale est sensiblement la même que pour la population générale,.
Selon les études, les personnes trans sont moins susceptibles ou aussi susceptibles d'avoir un emploi que la moyenne de la population. Les personnes transgenres handicapées quel que soit leur genre et en particulier les femmes transgenres handicapées sont les moins susceptibles d'avoir un emploi, tandis que les hommes trans sont plus susceptibles d'être travailleurs pauvres. Les personnes trans en général ont plus de chances d'être sous le seuil de pauvreté que le reste de la population. Elles sont aussi moins susceptibles d'avoir fait des études supérieures. Elles sont moins religieuses que la population générale.
Une personne trans sur 4 a des enfants. Les personnes trans sont aussi susceptibles d'être mariées que la population générale en 2014 aux États-Unis ; en 2021 au Brésil, les personnes non binaires sont cependant moins susceptibles d'être en couple que les personnes cisgenres.

## Transition

### Coming in

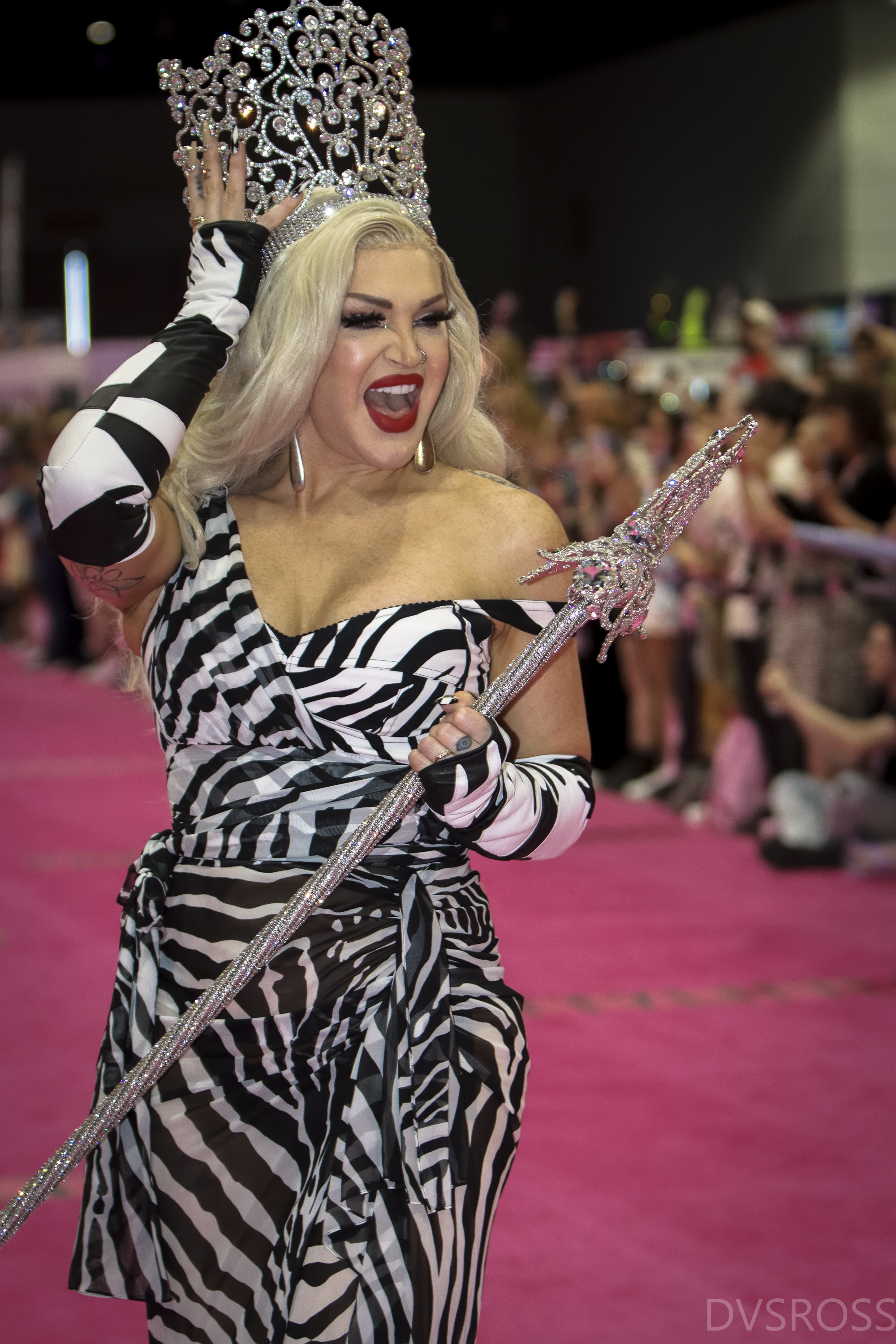
Kylie Sonique Love décrit son processus de coming in comme une libération l'autorisant enfin à savoir qui elle est.

Le questionnement sur le genre est le processus par lequel passent les personnes qui s'interrogent sur leur genre, identité ou orientation sexuelles,. Si la personne qui se questionne est transgenre, elle aboutit à la prise de conscience personnelle de sa transidentité, parfois appelée coming in (par opposition à l'annonce externe, le coming out). Avoir un entourage lui-même LGBT peut aider dans le processus de coming in, soit que leur existence soit rassurante en elle-même ou que cet entourage puisse servir d'interlocuteur privilégié par rapport aux questionnements liés au coming in. Depuis l'émergence de communautés LGBT en ligne, cet entourage n'a pas besoin d'être géographiquement proche.
En 1979, la chercheuse en psychologie Vivienne C. Cass propose un modèle en six étapes de l'acceptation de son identité homosexuelle : la confusion, la comparaison, la tolérance, l'acceptation, la fierté et la synthèse. L'étape du coming in est souvent la première d'un processus de transition de genre, bien que certaines personnes choisissent de ne pas transitionner après avoir pris conscience de leur identité de genre.
Il est très commun, surtout en Amérique du Nord et en Europe, de changer de prénom pour mieux correspondre au genre ressenti. C'est moins le cas dans certaines cultures où l'androgynie est plus tolérée ou dont la langue fait beaucoup plus usage des surnoms. Le nouveau prénom est souvent le premier objet de réflexion de la personne transgenre, même si d'autres étapes de la transition peuvent avoir lieu avant le choix lui-même.
Dans les langues grammaticalement genrées, les personnes transgenres binaires, c'est-à-dire s'identifiant pleinement comme homme ou femme, utilisent le plus souvent les pronoms personnels correspondant à « il » ou « elle ». Les personnes non binaires peuvent choisir d'employer des pronoms neutres, ou bien une combinaison de pronoms genrés, ou encore décider de n'employer aucun pronom, dans les langues où c'est possible, pour se désigner.

### Transition sociale
Les manuels de praticiens de santé, les guides professionnels journalistiques, et les groupes de défense des droits LGBT, destinés à informer le public sur les questions trans, conseillent d'utiliser le prénom et les pronoms que les personnes trans emploient pour se désigner elles-mêmes, y compris les références à leurs expériences présentes et passées,,. D'après des professionnels américains spécialisés, l'usage du nouveau prénom est un pilier de la santé mentale chez les personnes trans et non binaires.
Le prénom attribué à la naissance, que la plupart des personnes transgenres ne veulent plus entendre une fois qu’elles ont choisi leur nouveau prénom, est appelé le « dead name » (prénom mort). Parfois, les personnes trans doivent corriger leurs amis ainsi que les membres de leur famille, de nombreuses fois, avant qu'ils se conforment aux pronoms qu'elles souhaitent voir utilisés. Sciemment employé, le mégenrage peut porter gravement préjudice car ressenti comme participant de la négation de l'identité de la personne. Selon Julia Serano, le mégenrage délibéré des personnes trans est « une tentative arrogante pour rabaisser et humilier les personnes trans ».

### Transition médicale

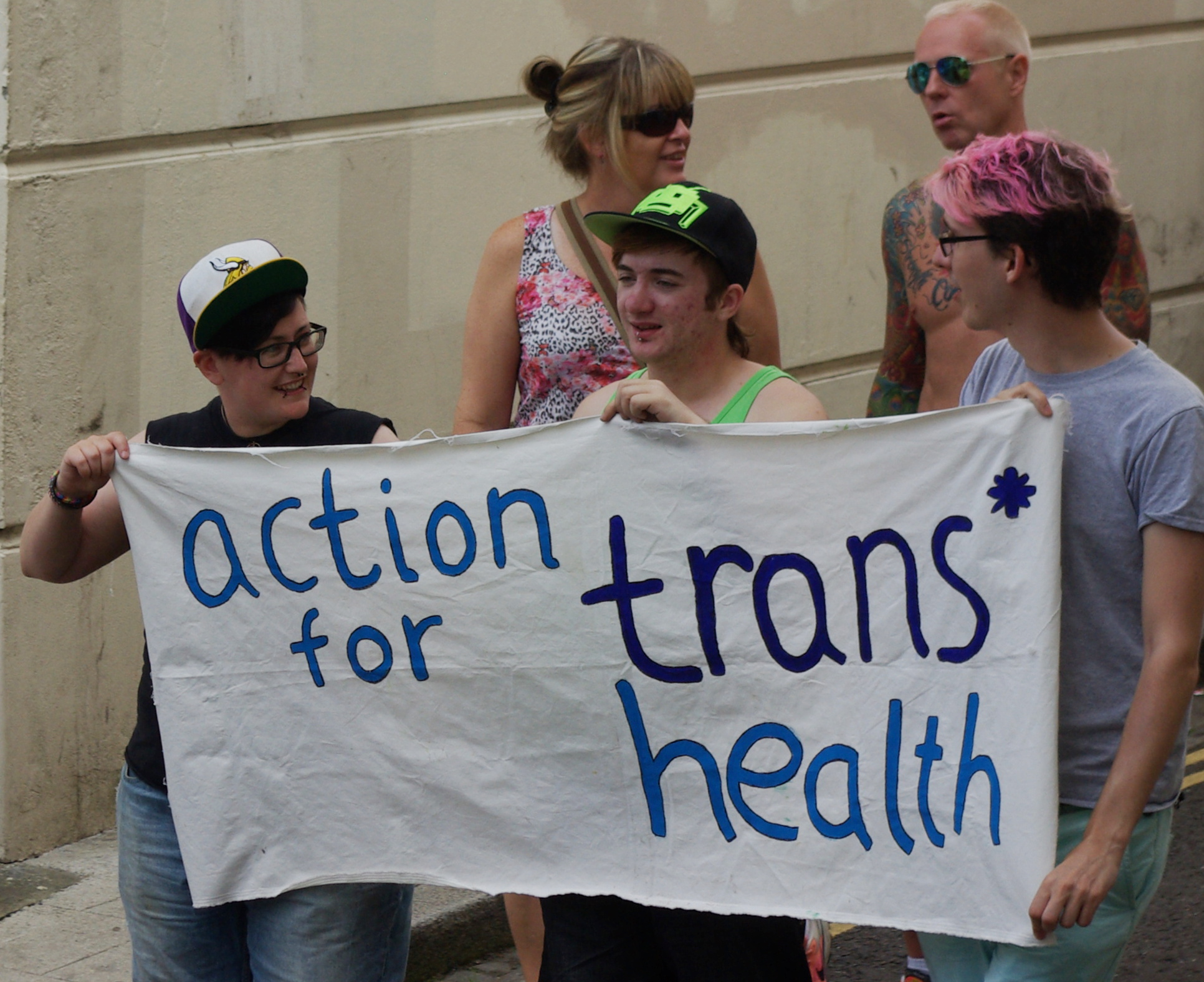
Slogan « Action for trans health » (action pour la santé trans) à la Pride de Brighton en 2014.

La transition médicale revêt deux volets, que sont l'hormonothérapie et les chirurgies et soins complémentaires, incluant la chirurgie de ré-assignation sexuelle. Les soins médicaux de transition sont très coûteux, ce qui en limite l'accès à de nombreuses personnes trans, une population plus pauvre que la moyenne. En raison des barrières d'accès aux soins et des discriminations, environ 50 % des femmes trans débutent une thérapie hormonale sans un suivi global.
La CIM-11, onzième version de la Classification internationale des maladies, entrée en vigueur en 2022, dépsychiatrise la transidentité, en la plaçant dans la section liée à la santé sexuelle plutôt que dans celle des affections psychiatriques. Cependant, la reconnaissance d'un diagnostic psychiatrique de dysphorie de genre est une condition, dans beaucoup de pays, à la prise en charge des soins,.

#### Traitements hormonaux
La féminisation passe par l'administration d’œstrogènes, souvent associés aux anti-androgènes, ou des agonistes de la GnRH, et parfois à de la progestérone. La prise d’œstrogènes abaisse le taux de testostérone, mais dans la moyenne basse masculine. L'addition d'anti-androgène permet d'abaisser encore le taux de testostérone en bloquant sa production, ce qui permet d'atteindre un taux de testostérone situé dans la moyenne féminine. La masculinisation est opérée grâce à l'administration de testostérone. Dans un sens comme dans l'autre, le traitement peut affecter la fertilité et des dispositifs de conservation des gamètes existent dans certains pays pour les personnes trans souhaitant concevoir.
Chez les mineurs transgenres, les bloqueurs de puberté permettent de retarder la puberté jusqu'à ce qu'un enfant ait l'âge de suivre une hormonothérapie classique qui lui permettra de vivre une puberté du genre d'arrivée : alors que, dans les années 2010, émerge un consensus médical quant à la pertinence de leur utilisation, ceux-ci sont aussi l'objet d'une violente contre-attaque idéologique s'opposant à leur utilisation. Ces contre-attaques aboutissent dans certains pays comme le Royaume-Uni à la mise en place de limitations légales à l'accès de ces traitements,,,.

#### Chirurgies et soins complémentaires
La prise d'œstrogènes chez une personne transféminine qui a vécu une puberté masculine n'affecte pas sa pilosité. Il est donc commun pour les femmes trans de subir une épilation définitive du visage.
Les femmes trans qui vivent une puberté masculine développent des qualités vocales masculines. L'hormonosubstitution ne modifie pas la voix d'une femme trans : une formation vocale est nécessaire pour féminiser la voix. La masculinisation de la voix n'est généralement pas considérée nécessaire pour les hommes trans car les effets de la testostérone sur le larynx suffisent à produire une voix masculine. Cette mue vocale ainsi que d'autres effets (comme la pousse de poils ou la perte de cheveux dus à la testostérone) est cependant irréversible, même en cas d'arrêt de traitement.
Chez les femmes trans, certaines chirurgies peuvent être utiles ou nécessaires : mammoplasties, chirurgies de féminisation faciale qui comprennent entre autres la reconstruction frontale, la rhinoplastie et la plastie du menton et mâchoire, la greffe de cheveux, réduction de la pomme d'Adam et parfois une chirurgie des cordes vocales,. Les hommes trans ayant vécu une puberté féminine passent souvent par une mastectomie. D'autres chirurgies existent, notamment la greffe de barbe et l'injection d'acide hyaluronique pour rendre la mâchoire plus saillante.
Les chirurgies génitales les plus communes sont la vaginoplastie pour les femmes trans et la phalloplastie pour les hommes trans. En France, les résultats d'une étude de 2009 montrent que la chirurgie de réattribution sexuelle améliore la qualité de vie des personnes trans dans différents domaines, notamment sur le plan social et sexuel. Des différences persistent toutefois entre les hommes trans et les femmes trans, les hommes ayant une vie sociale, professionnelle, amicale et un bien-être psychologique plus importants. Une revue de littérature médicale de 2021, basée sur 27 études, trouve un taux de regret d'environ 1 % chez les personnes ayant eu une chirurgie de réattribution sexuelle, avec moins d'1% chez les hommes trans et entre 1 et 2 % chez les femmes trans.

### Transition juridique

Lois sur le changement légal d'identité des personnes trans par pays.
Changement légal d'identité, sans chirurgie obligatoire
Changement légal d'identité, chirurgie obligatoire
Absence de changement légal d'identité
Inconnu/ambigu

À l'échelle mondiale, la plupart des juridictions reconnaissent les deux identités de genre traditionnelles et leurs rôles sociaux, homme et femme, mais ont tendance à exclure les autres identités et expressions de genre. Certains pays reconnaissent un « troisième sexe ». D'autres pays comme l'Australie, le Costa Rica et la majeure partie du Canada permettent d'enlever complètement le marqueur de genre du passeport.
En 2020, un rapport de l’Association internationale des personnes lesbiennes, gays, bisexuelles, trans et intersexuées (ILGA) identifie 25 pays qui autorisent la transition de genre par autodéclaration. 69 pays reconnaissent la transidentité, mais appliquent des conditions très strictes voire prohibitives : transition médicale et stérilisation obligatoires, conditions de ne pas avoir de partenaire ou d'enfants à charge, internement psychiatrique obligatoire ou encore test de la vie réelle, c'est-à-dire forcer un délai d'attente entre la transition sociale et la transition légale, ce qui peut présenter un risque de sécurité important pour les personnes trans dont les papiers d'identité et l'apparence ne coïncident plus,.
Le 16 avril 2025, la Cour suprême britannique juge à l'unanimité « que les termes "femme" et "sexe" dans la loi sur l'Egalité de 2010 se réfèrent à une femme biologique et à un sexe biologique » au Royaume-Uni. Cependant, la Cour ajoute que « son interprétation [de l'arrêt] ne devait pas priver les personnes transgenres de leur protection » s'agissant de la discrimination fondée sur le changement de genre. La décision fait craindre aux femmes trans leur exclusion des toilettes, salles hospitaliers et équipes sportives réservées aux femmes.

### Détransition
La détransition est le fait d'arrêter complètement ou temporairement la transition de genre. La disparition de la dysphorie de genre sans transition sociale, juridique ou médicale n'est pas considérée comme une détransition.
La détransition implique un arrêt et une inversion de la transition, par exemple par l’arrêt de l’hormonosubstitution ou le retour aux prénom et pronoms pré-transition. Elle peut être due à des facteurs internes (la personne change de genre ressenti) ou, le plus souvent, externes (problèmes de santé, manque de soutien, difficultés matérielles).

## Sociologie

### Santé mentale

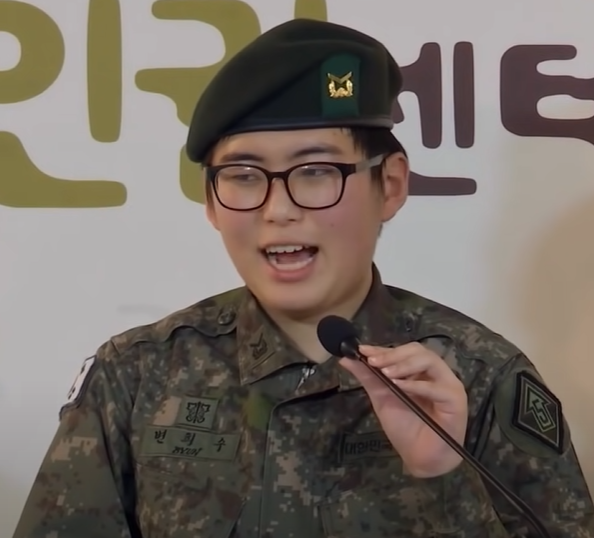
Byun Hee-soo, une personne trans qui s'est suicidée un an après avoir été radiée de l'armée sud-coréenne en raison de sa transidentité.

La nécessité de traitement des personnes transgenre est soulignée par le taux élevé de problèmes de santé mentale, notamment la dépression, l'anxiété, et les addictions aux substances psychoactives, ainsi qu'un taux supérieur de suicide chez les personnes trans non traitées, par rapport à la population générale, ce qui est expliqué par l'environnement cissexiste dans lequel elles évoluent. Le risque de suicide est de 5 à 12 fois plus élevé par rapport à l'ensemble de la population,. La santé mentale des personnes trans s'améliore lorsqu’elles réalisent une transition de genre : changement de rôle de genre, peut-être transition physique, et peut-être également en cas d'assistance sociale.
Les thérapies de conversion qui tentent de modifier l'identité de genre d'une personne vers celle qui est considérée comme appropriée par rapport au sexe assigné à la naissance sont généralement inefficaces voire néfastes : en 2019, une étude sur 28 000 personnes transgenres montre que les personnes en ayant suivi ou subi étaient plus de deux fois plus nombreuses à avoir déjà tenté de se suicider que leurs pairs ayant suivi ou subi un autre type de traitement. Les patients qui avaient moins de 10 ans lorsque des praticiens ont tenté d'« aligner leur identité de genre sur le sexe attribué à la naissance » présentent un risque relatif de tentative de suicide quadruplé. En outre, les personnes transgenres ayant dans le passé suivi ou subi une thérapie de conversion étaient 1,5 fois plus susceptibles que leurs pairs ayant subi une autre forme de thérapie d’avoir subi une « détresse psychologique grave » lors du mois précédant l’enquête. Cette étude n'a pas pu identifier de différence significative de risque entre les personnes ayant été orientées vers un traitement de conversion par des conseillers religieux ou celles ayant été orientées par des professionnels de la psychologie.

### Transphobie
La transphobie est l'ensemble des discriminations envers les personnes transgenres, et la transmisogynie désigne les violences que vivent spécifiquement les femmes transgenres et les personnes trans-féminines,, à l'intersection entre la transphobie et la misogynie. Le cissexisme est le refus d’accepter l’identité des personnes trans comme étant aussi légitime que celles des personnes cissexuelles. Julia Serano distingue « la transphobie (qui cible les personnes dont l’expression de genre et l’apparence diffèrent de la norme) et le privilège cissexuel (qui cible les personnes dont le sexe assigné et le sexe d’identification diffèrent) ».
Au moins une personne trans sur 4 en Union européenne a vécu des discriminations transphobes, un résultat plus important que pour les personnes lesbiennes, gay et bisexuelles cisgenres. Les femmes trans sont celles qui ont vécu le plus de harcèlement et de violences. Les personnes trans ne signalent que rarement ces violences à la police, ne faisant pas confiance à celle-ci pour agir en conséquence. Un rapport américain réalisé en février 2011 estime que 90 % des personnes transgenres ont fait face à de la discrimination au travail et ont été deux fois plus au chômage que la population générale, et plus de la moitié ont été harcelées ou rejetées lorsqu'elles ont tenté d'accéder aux services publics. Des membres de la communauté transgenre rencontrent également des niveaux élevés de discrimination pour les soins de santé.

#### Transphobie d'État
En 2020, 13 pays criminalisent explicitement la transidentité, le comportement de personnes trans, le comportement de personnes perçues comme trans, ou la transgression des normes de genre. Ces pays sont le Brunei, la Gambie, l’Indonésie, la Jordanie, le Koweït, le Liban, le Malawi, la Malaisie, le Nigéria, Oman, le Soudan du Sud, les Tonga et les Émirats arabes unis. En dehors de cette criminalisation de la transidentité, des mesures liées aux nuisances publiques, à l'indécence, à la moralité, à la flânerie, au travail du sexe et à l'homosexualité, entre autres, sont activement déployées pour sanctionner les personnes trans dans d'autres pays,.

#### Violences subies
Les personnes trans, et en particulier les femmes trans non blanches et les travailleurs du sexe, ont de forts risques d'être ciblées par des violences physiques, sexuelles et morales : quatre fois plus en moyenne que les personnes cisgenres. Ces violences ne sont pas seulement liées à leur transidentité, mais aussi au racisme subi et à la précarité économique menant au travail du sexe, tous deux aggravés par une transidentité. La prévalence des violences tend à augmenter à partir de la fin des années 2010, surtout aux États-Unis et au Royaume-Uni,.
L'un des incidents les plus célèbres, en décembre 1993, est le viol et le meurtre de Brandon Teena, un jeune homme trans, par deux amis hommes après qu'ils ont découvert qu'il avait été assigné femme à la naissance. L'événement est mis en scène dans le film Boys Don't Cry. Lors d'un évènement de ce type, les auteurs présumés de crimes haineux contre les personnes trans ont essayé d'utiliser le concept de trans panic (en) comme argument de défense, une extension de la gay panic,.

#### Thérapies de conversion

Statut légal de la thérapie de conversion dans le monde (2022).
Illégale sur l'orientation sexuelle et l'identité de genre.
Illégale de facto.
Pas de restriction juridique, légifération en attente ou proposée.
Pas de restriction juridique.

Les thérapies de conversion, qui visent à guérir une personne de sa transidentité et à la rendre cisgenre, présentent de graves risques pour la santé mentale des personnes qui les suivent. Les personnes ayant suivi ou subi une telle thérapie sont plus de deux fois plus nombreuses à avoir déjà tenté de se suicider que leurs pairs ayant suivi ou subi un autre type de traitement. Les patients qui avaient moins de 10 ans lorsque des praticiens ont tenté d'« aligner leur identité de genre sur le sexe attribué à la naissance » présentent un risque relatif de tentative de suicide quadruplé.
Le dixième principe des principes de Yogyakarta sur l’application du droit international relatif aux droits de l’Homme en matière d’orientation sexuelle et d’identité de genre pour la protection et pour l'interdiction absolue de la discrimination contre les personnes LGBT et intersexuées selon la Déclaration universelle des droits de l'homme stipule que les États se doivent d'interdire toute thérapie de réparation ou de conversion non librement consenti par les personnes concernées. En 2015, un rapport du Haut-Commissariat des Nations unies aux droits de l'homme appelle à l’interdiction des thérapies de conversion,.

### Espaces genrés

#### Toilettes

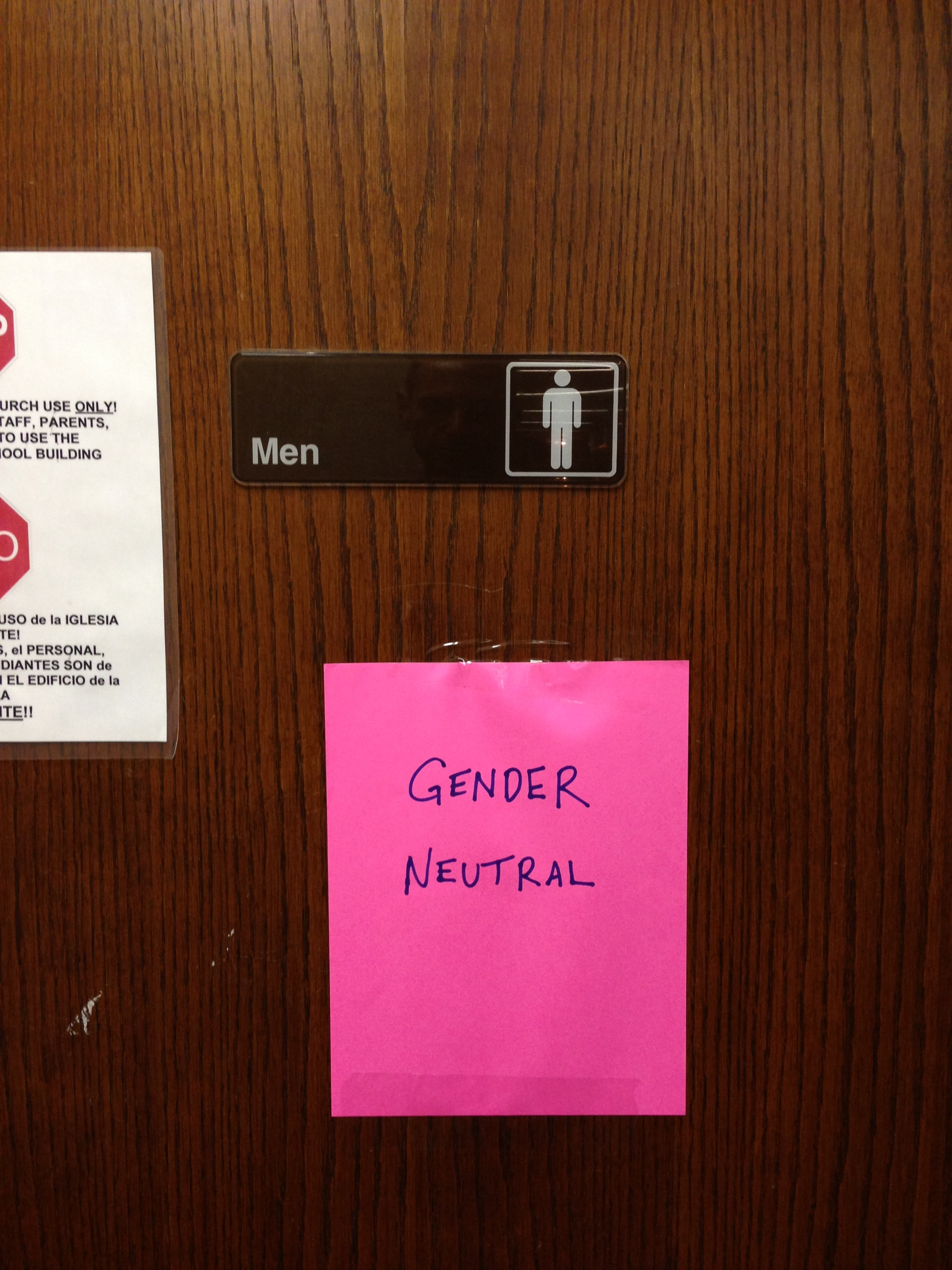
Lors de la Capital Trans Pride de 2013, les locaux n'avaient pas de toilettes unisexes, forçant les organisateurs à un détournement

La question de l'accès des personnes trans aux toilettes publiques agite les débats publics.
Elle se transforme parfois en approche juridique du sujet, avec des lois surnommées bathroom bills (en). Les arguments des personnes voulant limiter l'accès aux toilettes sont la peur du voyeurisme et des agressions sexuelles, et la protection d'un confort psychologique associé. Les arguments des personnes préférant que toute personne puisse accéder aux toilettes qui lui correspondent sont le fait qu'aucune agression de personne cisgenre par une personne transgenre n'a été identifiée dans toute l'histoire, et que la limitation des accès nuit aux personnes trans ainsi qu'aux personnes cisgenre dont l'apparence n'est pas conforme aux stéréotypes de genre, notamment les lesbiennes butch,. Il existe un consensus médical et psychologique en faveur de l'accès de toute personne aux toilettes qui lui correspondent,,,.
Les enfants transgenres qui se mobilisent pour des toilettes communes dans leurs établissements scolaires sont particulièrement mis en avant dans les médias. Les toilettes unisexes sont en effet considérées comme une solution acceptable pour éviter de définir des critères subjectifs d'appartenance à une toilette. Le plus souvent, il s'agit de cabines individuelles sans urinoirs, permettant à chaque personne de se soulager à l'abri des regards ; elles sont aussi parfois plus grandes pour être accessibles aux personnes à mobilité réduite, ou équipées de tables à langer pour les parents. En plus de ces questions d'accessibilité, les toilettes unisexes ont souvent un effet positif sur le temps d'attente par rapport aux toilettes des femmes.

#### Biométrie
De nombreuses technologies de sûreté et de surveillance utilisent de la biométrie ; celle-ci, calibrée sur les corps cis et supposant une stricte binarité de genre qui place les personnes trans en situation d'être vues comme des anomalies pour ces systèmes et donc comme des menaces à contrôler.

#### Pratique sportive

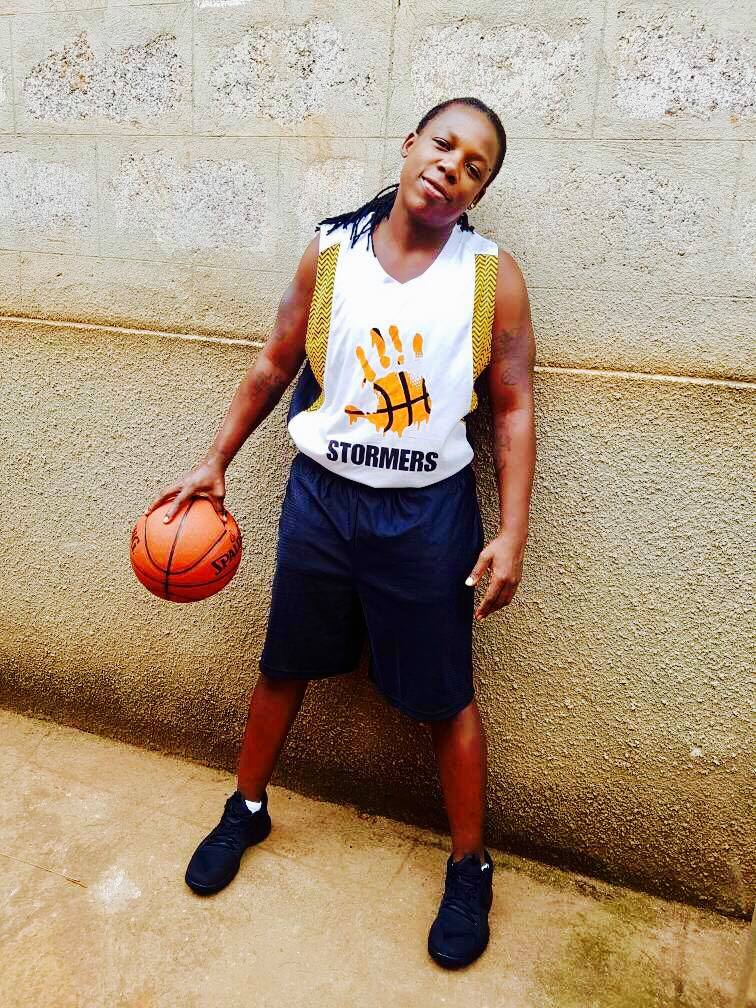
L'ougandais Jay Mulucha ne peut jouer au basket qu'en division féminine

L'inclusion des personnes trans dans le sport, et plus particulièrement des femmes trans dans les compétitions féminines, est un sujet de débats depuis le milieu du XXe siècle. S'appuyant souvent sur l'argument de l'existence d'un avantage pour les femmes trans au niveau sportif, de nombreuses fédérations de sport, au niveau national ou international, les excluent, argumentant une inéquité ou des risques de blessures accrus pour leurs adversaires. Selon les disciplines, l'existence d'un tel avantage est parfois contestée ou sans fondement scientifique. Ces exclusions, combinées à une transphobie très présente dans certains de ces milieux, contribuent à créer un environnement inconfortable et peu inclusif pour les personnes transgenres ainsi qu'une inadéquation des réglementations sportives aux besoins des personnes transgenres,.
Lorsqu'elles sont autorisées à participer, de nombreuses contraintes peuvent exister : taux de testostérone inférieur à un seuil fixé depuis un à trois ans, prise d'hormones féminisantes depuis avant la puberté, chirurgie de réassignation sexuelle effectuée, gabarit suffisamment petit. Ces contraintes peuvent différer entre pays et entre les fédérations nationales et internationales. L'inclusion, même conditionnelle, de femmes trans, peut parfois susciter des réactions violentes des athlètes cisgenres. Les hommes trans, quant à eux, sont parfois obligés de produire une décharge juridique concernant le risque de blessures, un certificat d'aptitude, ou une justification médicale à leur prise de testostérone, considérée autrement comme un produit dopant,.
De nombreuses fédérations mettent en avant l'existence d'évènements ou de versions mixtes du sport comme manière de permettre aux femmes trans d'avoir une pratique sportive malgré ces exclusions,.

#### Non-mixité féminine

##### Lieux et institutions
L'inclusion des femmes trans dans les lieux en non-mixité féminine n'est pas garantie. Les arguments avancés contre leur inclusion sont le plus souvent celui d'une « énergie masculine » des femmes trans due à leur expérience de vie pré-transition. Les arguments pour l'inclusion sont que les événements réservés aux femmes ne devraient pas exclure une partie du public féminin, et que cela serait remettre en question la féminité des femmes trans, une réflexion transmisogyne.
Les universités pour femmes aux États-Unis se mettent à accepter les étudiantes trans à partir de 2014 avec le Mount Holyoke College et le Mills College, puis dans de nombreux établissements. En 2015, seul le Mount Holoyoke College accepte également les élèves non binaires.

##### Lesbianisme

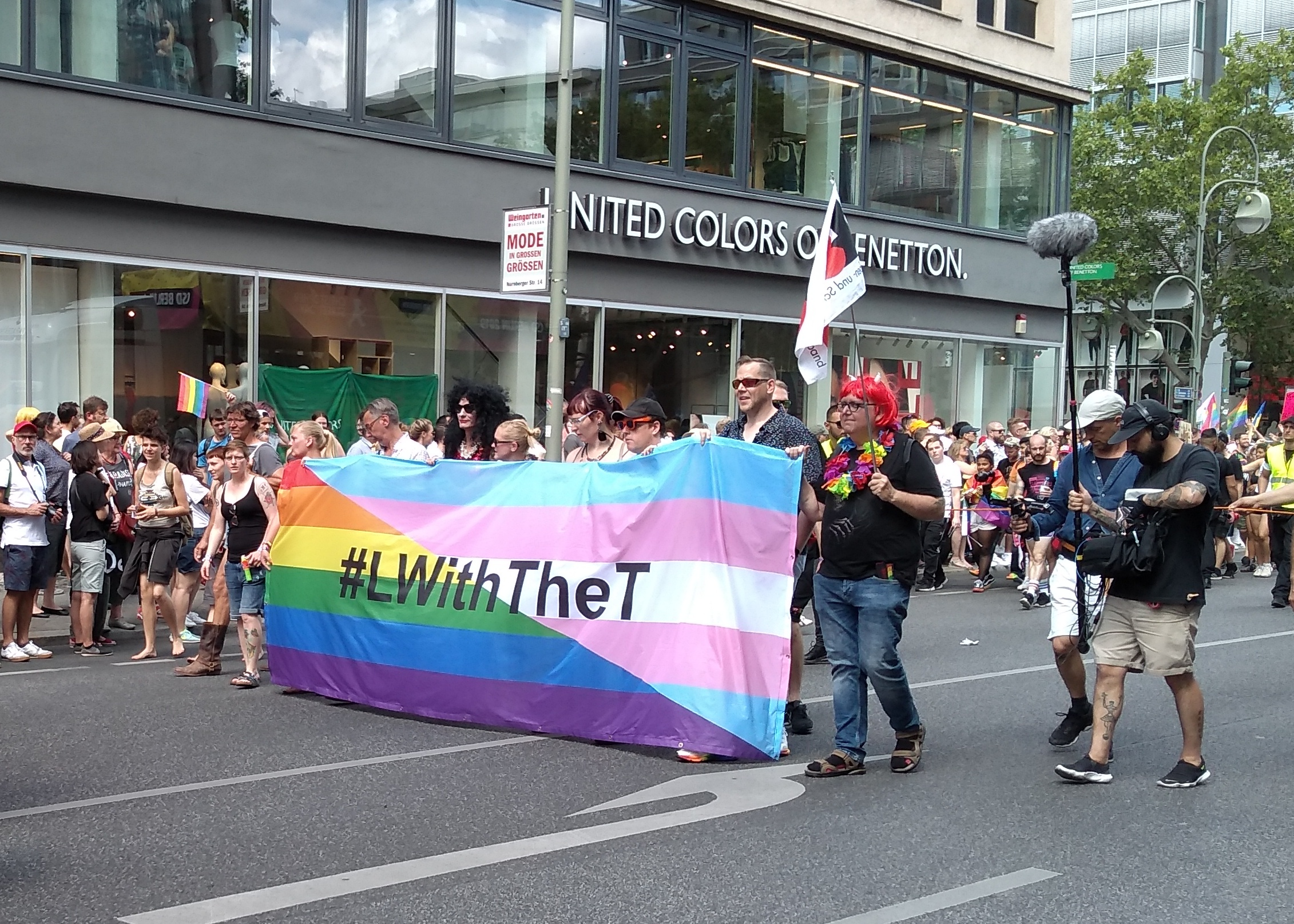
Banderole L(esbian) with the T(ransidentity), marche des fiertés de Berlin 2019

De nombreuses représentations depuis les années 1960 et 1970 opposent le lesbianisme et la transidentité, allant jusqu'à présenter les femmes trans comme des intruses dans la communauté lesbienne et les hommes trans comme des traîtres. Cette histoire est cependant à nuancer, l'exclusion de certaines personnes trans étant très médiatisée mais en réalité probablement minoritaire au sein des collectifs,,. Au contraire, Chacha Enriquez montre que, au Québec, les lesbiennes, trans comme cis, jouent généralement le rôle de maintien des liens entre les différentes composantes de la communauté LGBT.
Dans les années 1970, on voit des appels répétés de féministes lesbiennes à exclure les lesbiennes butch du mouvement, les accusant de reproduire les schémas patriarcaux : ces appels se déplacent avec le temps vers les personnes transmasculines. Cependant, deux facteurs facilitent l'inclusion des hommes trans dans le lesbianisme : d'abord, le fait que ce dernier est plus accepté socialement et justifie moins de viser la pureté militante, ensuite le fait que les identités trans soient de plus en plus décorrélées de l'orientation sexuelle dans les approches sociale et médicale, permettant aux hommes trans de s'identifier comme gay, hétérosexuels, bisexuels ou lesbiennes sans que cette identification ne remette en cause leur identité de genre.

### Marché du travail

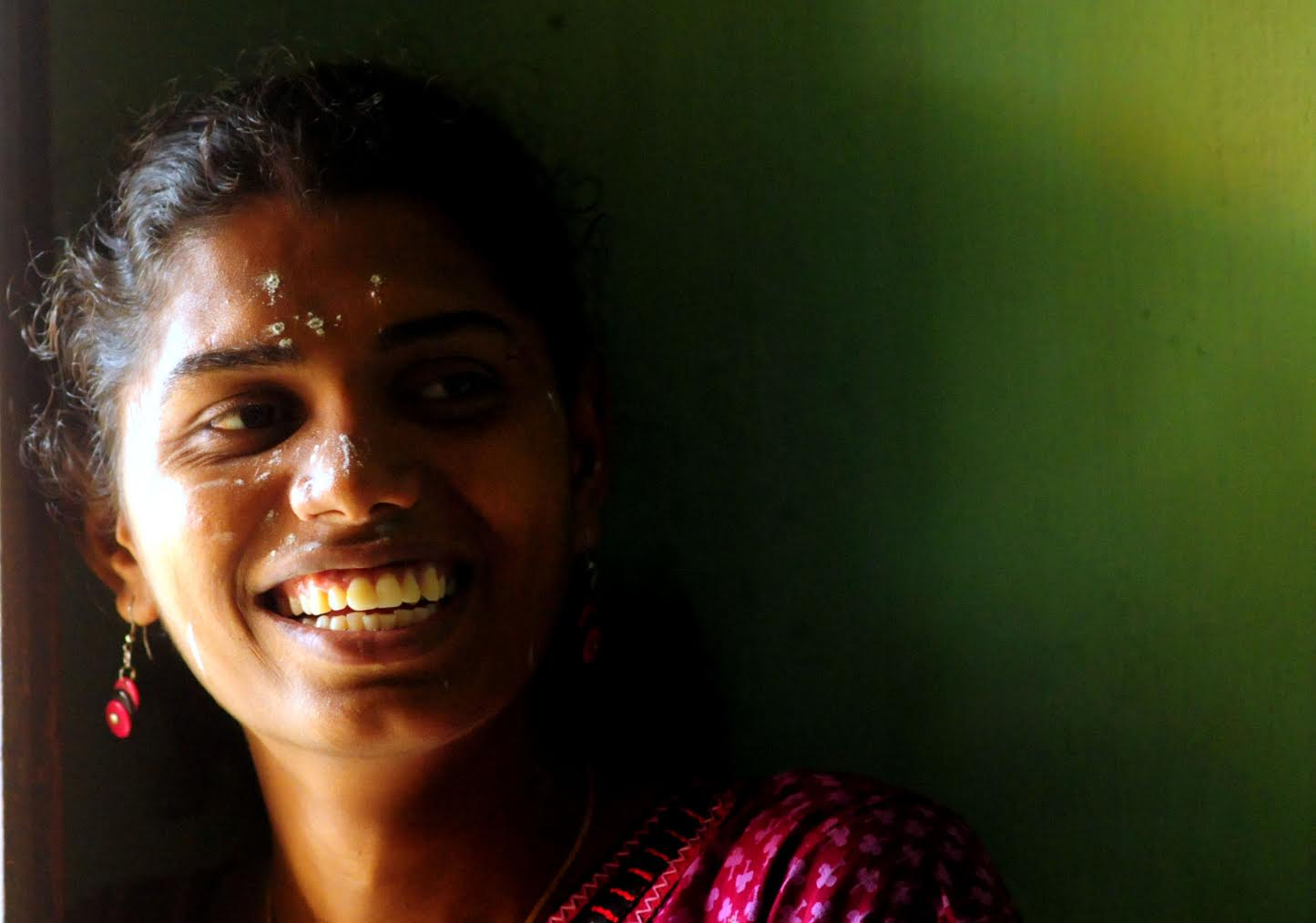
La famille de Grace Banu l'ayant rejetée en raison de sa transidentité, elle n'a pu finir ses études d'ingénieure en informatique que grâce à un crowdfunding et l'intervention d'un businessman

Selon les études, les personnes trans sont moins susceptibles ou aussi susceptibles d'avoir un emploi que la moyenne de la population. Les personnes transgenres handicapées quel que soit leur genre et en particulier les femmes transgenres handicapées sont les moins susceptibles d'avoir un emploi, tandis que les hommes trans sont plus susceptibles d'être travailleurs pauvres. Le cabinet de conseils McKinsey & Company indique, en 2021 dans son rapport intitulé Being transgender at work, que « les employés cisgenres gagnent 32% de plus par an que les employés transgenres, même lorsque ces derniers ont des niveaux d’éducation similaires ou supérieurs » aux États-Unis,.
Dans une étude de United States National Transgender Discrimination Survey, 44 % des répondants ont déclaré ne pas avoir d'emploi en raison de leur transidentité. 36 % des femmes trans ayant participé au sondage ont rapporté avoir perdu leur emploi à cause de la discrimination, comparé à 19 % pour les hommes trans. 54 % des femmes trans, et 50 % des hommes trans ont rapporté avoir été harcelés sur leur lieu de travail. Les personnes transgenres qui ont été licenciées pour des raisons transphobes sont trente-quatre fois plus susceptibles de tenter de se suicider que la population générale.
Parmi d'autres contraintes auxquelles les personnes trans peuvent être confrontées sur leur lieu de travail, il peut y avoir la crainte que leurs collègues répondent négativement à leur transition, ainsi que la perte de la reconnaissance de leur expérience professionnelle par le changement de prénom[réf. incomplète]. En France, 43 % des personnes trans et non binaires se disent victimes de harcèlement sexuel et 47% d'entre elles rejetées par leurs collègues. Au regard des lois concernant le changement du prénom et du genre dans de nombreux pays, il peut être difficile, pour les personnes trans de dissimuler leur statut de trans à leurs employeurs.
L'accès complexifié au marché du travail est aussi une conséquence des discriminations subies lors des études, qui empêchent les personnes trans d'obtenir des diplômes leur donnant accès à des positions sociales rémunératrices.

### Militantisme

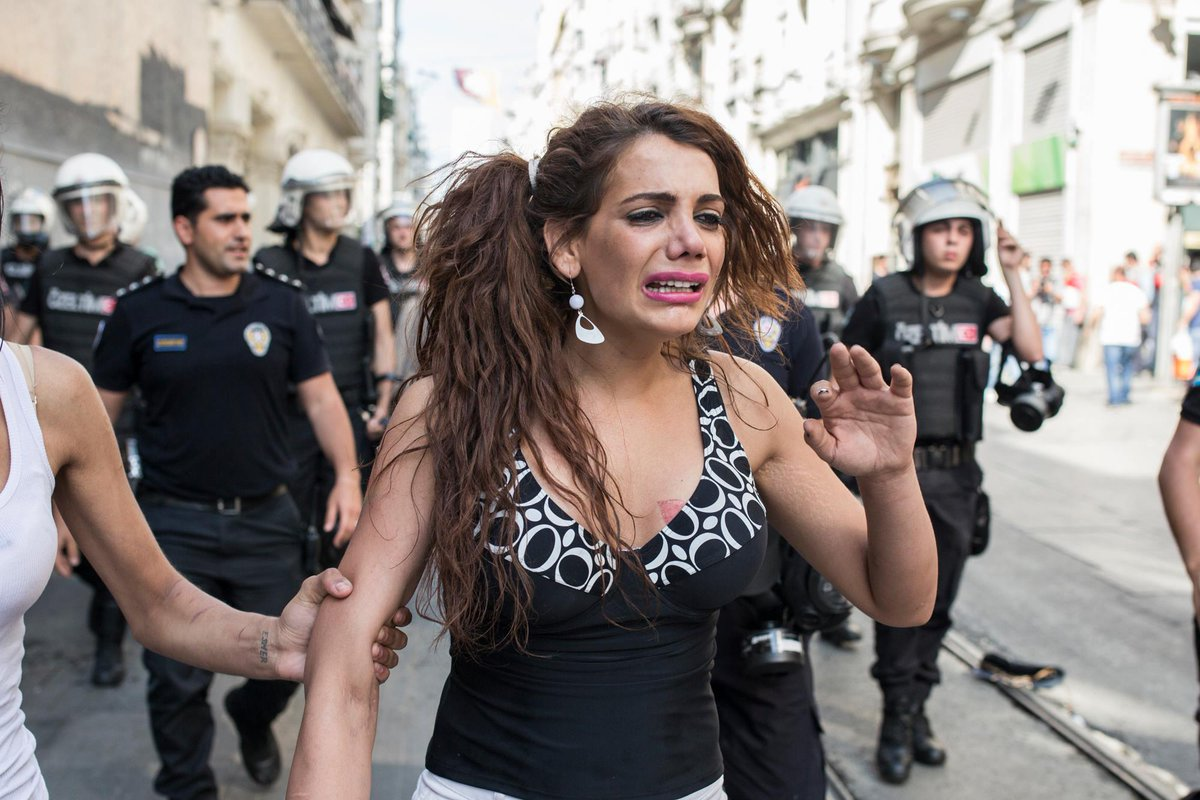
Hande Kader, lors de son arrestation lors de la marche des fiertés 2015 d'Istambul

En 1966 a lieu à San Francisco les émeutes de la cafétéria Compton en réaction au harcèlement policier envers les femmes trans et drag queen qui fréquentent l'établissement ; cet évènement est fondateur du militantisme trans de San Francisco. Trois ans plus tard ont lieu les émeutes de Stonewall à New York, toujours en réaction au harcèlement policier, cette fois-ci contre un bar fréquenté par des hommes gays et des personnes trans afro-américaines et portoricaines. Les émeutes de Stonewall sont depuis considérées comme un évènement fondateur du mouvement LGBT, en particulier des marches des fiertés.
Depuis 2008, lors de la première conférence stratégique sur l’identité de genre africaine organisée par la Commission internationale des droits humains des gays et lesbiennes, au Cap en Afrique du Sud, en collaboration avec Gender DynamiX, les bases du mouvement africain transgenre sont posées. Par la suite des groupes de défense des trans sont apparus dans différents pays : TITs en Ouganda, Transgender Education and Advocacy au Kenya, Trans Bantu en Zambie, Tamon en Namibie, Rainbow au Botswana.
Les militantismes des premiers temps visent à montrer les violences subies et la transphobie pour les combattre. Les plus jeunes générations trans rejettent parfois cette approche pour privilégier une représentation positive des personnes trans et de leur vécu, considérée comme moins victimisatrice.
La Journée du souvenir trans a lieu le 20 novembre dans le monde entier pour commémorer les personnes trans assassinées pour motif transphobe et pour attirer l'attention sur les violences subies par les communautés trans.

## Cultures et communautés

### Sociabilité

#### Famille choisie

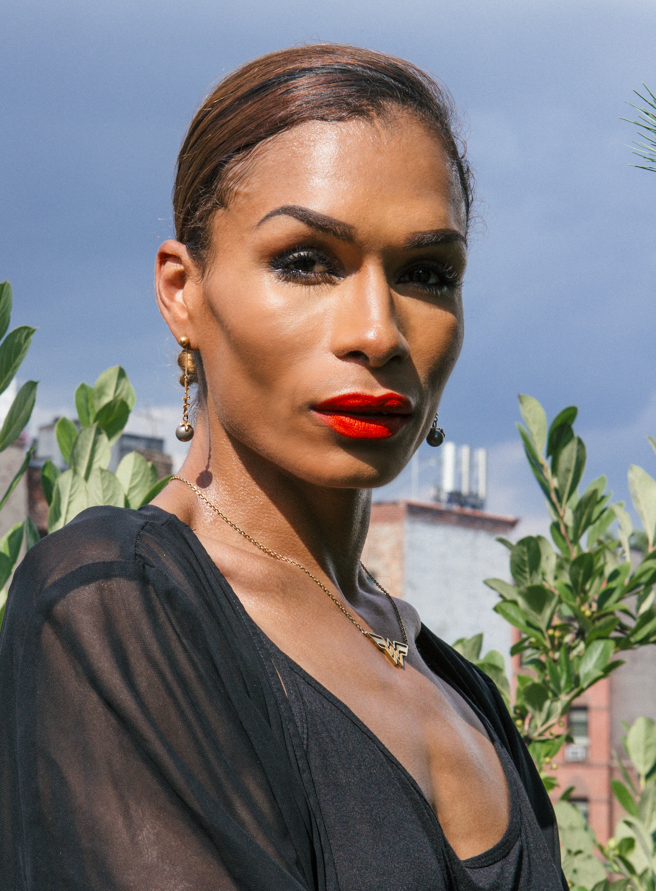
Leiomy Maldonado, fondatrice de la House of Amazon

La famille choisie remplit les rôles de la famille traditionnelle en termes de soutien à la personne. Elle s'oppose à la famille d'origine, qui est la famille dans laquelle la personne a grandi et qui est souvent sa famille biologique. La famille choisie peut inclure des membres de la famille d'origine. Le concept répond au rejet fréquent des jeunes personnes LGBT par leurs familles après leur coming out,, ainsi qu'à la difficulté historique de faire reconnaître des couples de même sexe. Dans les années 2010, environ 64 % des baby-boomers LGBTQ déclarent avoir construit et toujours être proches de leur famille choisie,.
Le terme de famille choisie naît dans les années 1980 au sein de la ball culture, notamment à Harlem, dans la communauté afro-latino transgenre et queer. Dans la ball culture, les maisons (house) sont un système communautaire d'entraide, qui servent de familles alternatives et sont supposées offrir des espaces sécurisants,. Les maisons sont dirigées par des « mères » et des « pères », qui procurent généralement du soutien et des conseils aux « enfants ». Elles sont une réponse aux grandes difficultés sociales et médicales vécues par les personnes qui les rejoignent, en particulier le racisme systémique et notamment les violences policières, l'absence de domicile, les problèmes de santé mentale et la contamination au VIH.
Certaines maisons sont devenues célèbres : House of Ninja (fondée par Willi Ninja), House of Aviance (en) (fondée par Mother Juan Aviance (en)), House of Xtravaganza (fondée par Hector Xtravaganza, né Hector Valle), House of Princess, House of Infiniti, House of Mizrahi, House of LaBeija (fondée par Crystal LaBeija),,,, House of Dupree (fondée par Paris Dupree), House of Amazon (fondée par Leiomy Maldonado), et House of Mugler (fondée par David, Raliegh, Julia et Eric Mugler). Dans les années 2000, l'essor d'Internet rend plus facile la création d'une communauté en ligne, sans barrières géographiques. Cet essor a un double effet : d'un côté, les personnes trans peuvent se soutenir entre elles et partager des ressources. De l'autre, elles tendent à avoir moins de relations avec des personnes trans plus âgées, ce qui affecte négativement les houses, les personnes trans plus âgées n'étant plus vues comme ayant beaucoup à apporter à leurs cadets.

#### Conjugalité

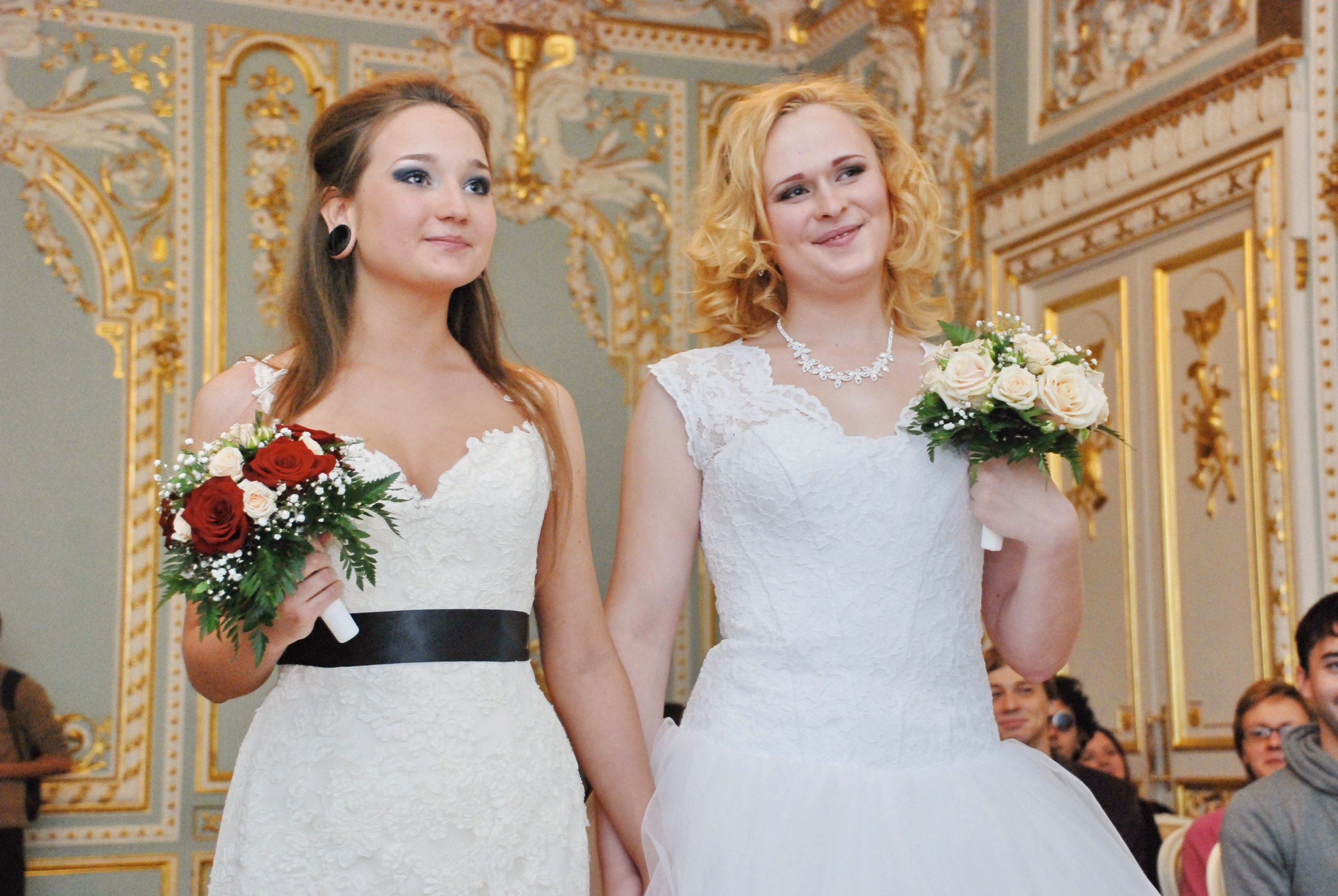
Mariage d'Irina Shumilova et d'Alyona Fursova à Saint-Pétersbourg en 2014. Si le mariage homosexuel n'est alors pas possible en Russie, la non-reconnaissance à l'état civil de la transidentité d'Irina fait que ce mariage est officiellement entre un homme et une femme.

Des sondages de 2013 et 2015 sur l'orientation sexuelle des personnes trans aux États-Unis révèle une faible proportion de personnes trans hétérosexuelles : ainsi, 21 % à 23 % sont queer, 25 % à 29 % sont pansexuelles ou bisexuelles, 16 % à 23 % sont gay ou lesbiennes, 15 % à 23 % sont hétérosexuelles et 4 % à 10 % sont asexuelles,. La chercheuse trans Karine Espineira remarque un tournant des représentations majoritaires de la transidentité dans le milieu gay et lesbien au tournant du 21e siècle, où avoir un ou une partenaire trans est passé d'inenvisageable à acceptable, avec parfois une forme de fétichisation.
Cette réalité contraste fortement avec les critères diagnostiques utilisés pour prouver la transidentité et donc l'accès aux parcours de transition dans plusieurs pays : en France, il a ainsi été longtemps pensé par les équipes médicales que les personnes véritablement trans ne pouvaient être qu'hétérosexuelles dans le genre d'arrivée.
Le coming-out est une période complexe pour les couples, qui sont, selon une enquête de 2011 réalisée aux États-Unis, 45% à se séparer à cette période. Pour la moitié d'entre eux, c'est la non-acceptation de la transidentité qui est la cause de cette rupture. La séparation est aussi plus fréquente lorsque la transition arrive à un âge plus avancé, mais aussi quand la personne trans perd son emploi à la suite de son changement de genre.

#### Transparentalité

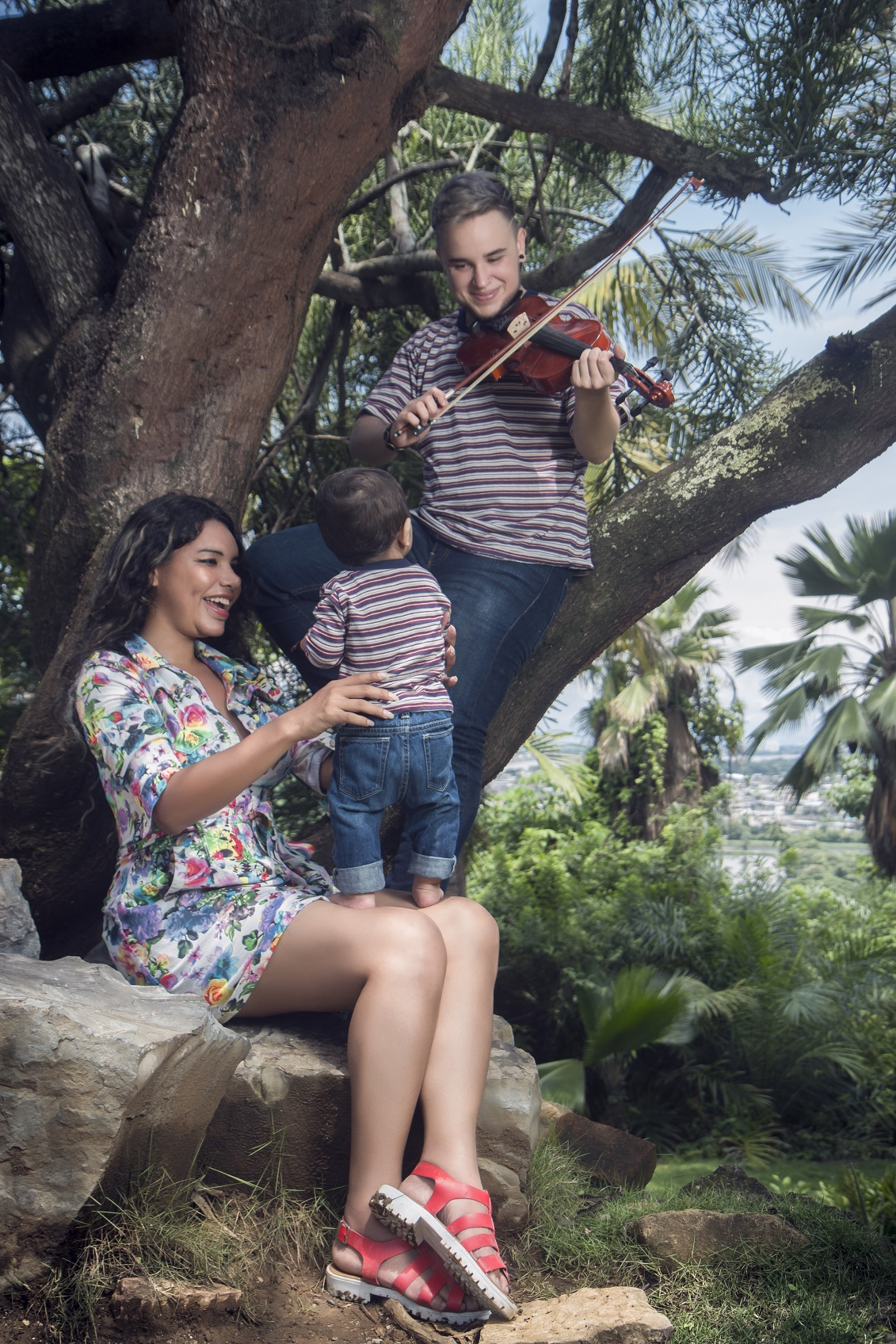
Diane Marie Rodríguez Zambrano et son compagnon, tous les deux trans, avec leur fils

La parentalité concerne une très grande partie de la population trans, qui devient généralement parente avant d'entamer sa transition de genre. Pour les personnes trans qui deviennent parent post-transition, les modalités concrètes (adoption, conception par relation sexuelle, par autoconservation ou don de gamètes, gestation pour autrui) du devenir partir dépendent non seulement des possibilités biologiques des couples, mais aussi de la légalité ou non des techniques d'aide à la procréation du pays considéré.
La transphobie et l'homophobie sont des obstacles à l'accès à la parentalité des personnes trans, que ce soit par l'existence de lois ou pratiques discriminantes, en particulier le caractère obligatoire d'effectuer des chirurgies stérilisantes pour pouvoir effectuer un changement d'état civil, mais aussi en altérant la confiance en soi et les conditions matérielles d'existence.

### Santé communautaire
Les exclusions et discriminations transphobes plongent une grande partie de la communauté trans dans la précarité ; face à cela, celle-ci s'organise au cours du xxe et xxie siècles afin de développer des pratiques de santé communautaire et répondre ainsi aux besoins des personnes trans. Cet aspect communautaire prend notamment racine dans la lutte contre le VIH, d'abord au sein d'associations généralistes dans les années 1980 et 1990 puis spécifiquement trans à partir des années 2010, mais aussi, notamment en France, dans les premiers parcours de transition des années 1950, marqués par la prise d'hormones féminisantes en automédication.
Pour couvrir le coût élevé de certaines interventions médicales et pour aider les personnes trans précaires à vivre décemment, le crowdfunding est une solution populaire. Son efficacité est très faible et tend à de toute façon privilégier les personnes les moins précaires, mais il s'agit d'un système de charité pouvant créer un mécanisme de solidarité au sein des communautés trans et dont la dimension affective est aussi importante que son importance monétaire.

### Culture
Le sociologue français Arnaud Alessandrin considèrent qu'il n'est pas possible de parler de culture trans comme d'un ensemble homogène ; en revanche, il existe des cultures trans, variées au point d'en être parfois contradictoire, issues des propositions culturelles et sociales faites par les personnes trans s'organisant en minorité. La chercheuse trans Maud-Yeuse Thomas remarque des thèmes narratifs récurrents dans les productions culturelles trans, particulièrement le voyage initiatique (Le Royaume interdit, Transamerica, Priscilla folle du désert) et les interrogations identitaires (Orlando, Une chambre à soi).

#### Littérature

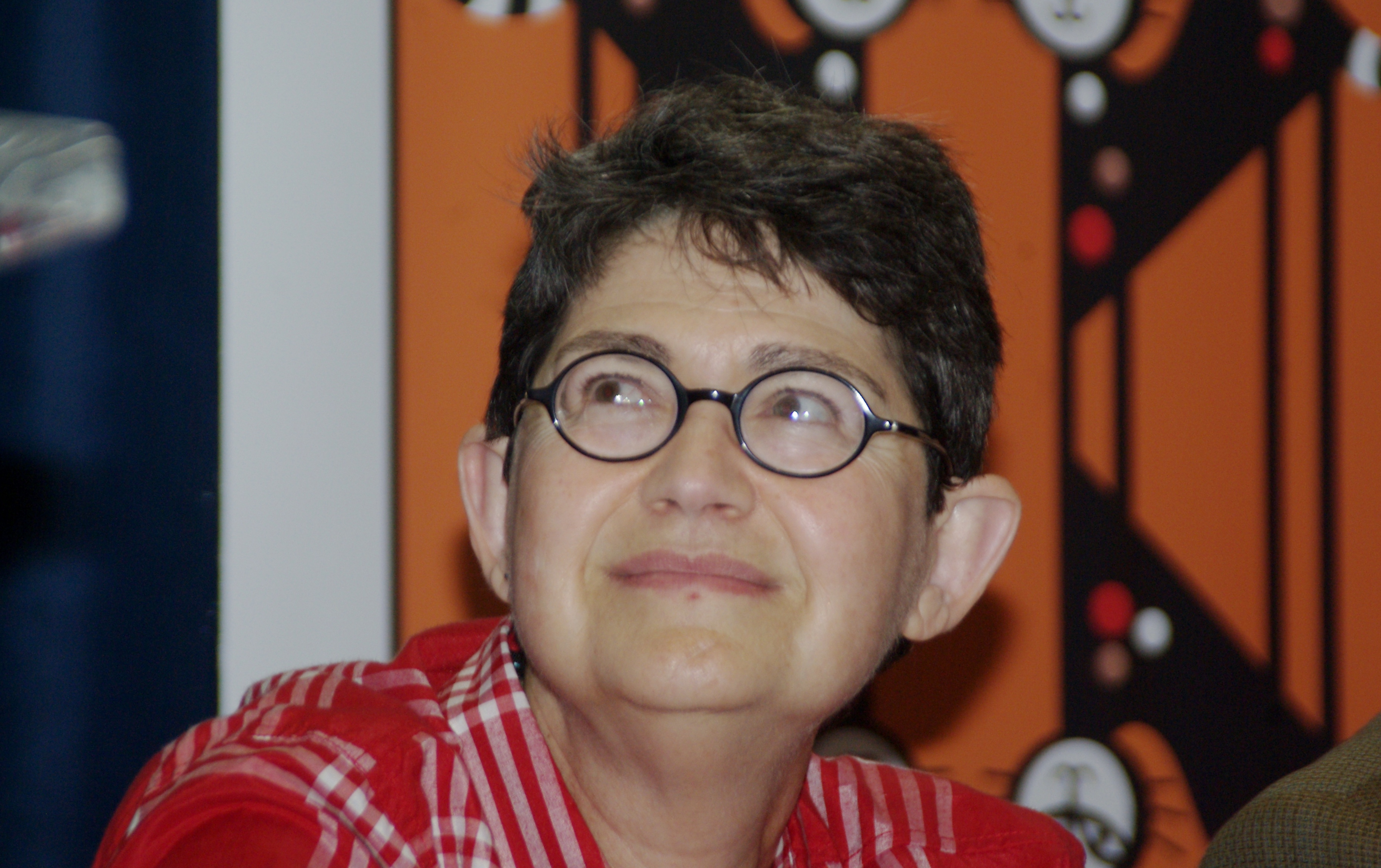
L'autrice cubaine Chely Lima.

Selon Roxane Nadeau, il peut être difficile de délimiter strictement le champ de la littérature trans dans la mesure où de nombreux auteurs aujourd'hui considérés a posteriori comme trans n'étaient pas désignés comme tels de leur vivant. Par ailleurs, si elle tend à réduire son champ d'étude aux seules œuvres écrites par des personnes trans, tel n'est pas le cas par exemple de Stephanie Burt, qui inclut dans sa critique de Nevada, d'Imogen Binnie, dans The New Yorker, une liste de livres au sujet de ces personnes, mais écrits par des auteurs cis.
Concernant la dénomination « littérature trans », Roxane Nadeau suggère qu'elle n'a pas forcément vocation à désigner « un corpus aux contours précis » et qu'elle « énonce [simplement] un classement temporaire, imparfait ». Elle invite également à privilégier des expressions telles que « les poésies trans » ou « les poétiques trans », qui soulignent la pluralité et l'hétérogénéité des œuvres poétiques écrites par les personnes trans, plutôt que « la poésie trans », qui sous-entendrait une façon unique d'appréhender les enjeux trans. Les poésies trans deviennent un courant à part entière à partir des travaux des Américains Samuel Ace, Max Wolf Valerio et kari edwards. Elles ont pour particularité de présenter des récits trans dans lesquels la transidentité n'est jamais le cœur du récit, mais toujours abordée de façon plus oblique. On y retrouve également un format plus libre que dans une partie de la poésie classique, avec de nombreux effets de mise en page notamment.
Si cette littérature est particulièrement dominée par le genre autobiographique, plusieurs auteurs et autrices s'en démarquent à partir des années 1990 : c'est le cas de Leslie Feinberg avec Stone Butch Blues en 1993, puis de la grande diversification de la littérature trans dans les années 2010[réf. nécessaire].

#### Photographie et vidéos personnelles
La photographie est aussi un médium artistique particulièrement mobilisé par les personnes trans dans les pays occidentaux. Si des portraits illustrent déjà les premières autobiographies trans, à la fin du vingtième siècle, des photographes tels que Loren Cameron et Del LaGrace Volcano, mais aussi Catherine Opie, contribuent à constituer an archive of affirmative images of themselves and their communities (« une archive d'images d'eux-mêmes et de leurs communautés s'affirmant [en tant que trans] »).
Une pratique commune chez les personnes transmasculines est d'archiver leur transition à l'aide de vlogs, sur Youtube le plus souvent. Ils chroniquent ainsi régulièrement les modifications apportées par la testostérone à leur voix et à leur pilosité. Ce projet n'a au départ pas de vocation pédagogique : il s'agit d'archives personnelles, mises sur Youtube par manque d'espace de stockage stable. Elles gagnent cependant en popularité avec le temps et deviennent un genre culturel à part entière.

#### Films et séries télévisées
Le premier film à succès considéré comme ne faisant aucune concession ni effort de pédagogie pour le public cisgenre est By Hook or by Crook (en), paru en 2001.

#### Mode
Des lignes de sous-vêtements, permettant le tucking ou le packing, sont créées spécialement pour les femmes et les hommes trans. Des entreprises vendent également des chaussures, du maquillage ou encore des costumes conçus sur mesure pour des publics trans.

### Symboles de la fierté transgenre

#### Drapeau

Drapeau de la fierté transgenre.

Un symbole fréquent pour la communauté transgenre est le drapeau de la fierté transgenre, qui a été dessiné par Monica Helms en 1999, et qui a été montré pour la première fois à la manifestation de fierté à Phoenix (États-Unis), en 2000.
Le drapeau est composé de cinq bandes horizontales, deux sont bleu clair, deux sont roses, avec une bande blanche au milieu au centre. Helms décrit la signification du drapeau comme suit :

« Le bleu clair est la couleur traditionnelle pour les bébés garçons, le rose pour les filles, et le blanc au milieu est pour « ceux qui sont en cours de transition, ceux qui se ressentent d'un genre neutre ou sans genre », et ceux qui sont intersexes. Le motif est tel que « peu importe dont vous le faites voler [le drapeau], il sera toujours correct. Il nous symbolise par le fait d'essayer de trouver l'exactitude dans nos propres vies. »

En novembre 2020, le drapeau devient officiellement un emoji reconnu par Unicode.

#### Autres symboles

Symbole de la transidentité.

Un des symboles de la transidentité est un symbole rassemblant celui de Vénus et celui de Mars (« ⚧️ »),.

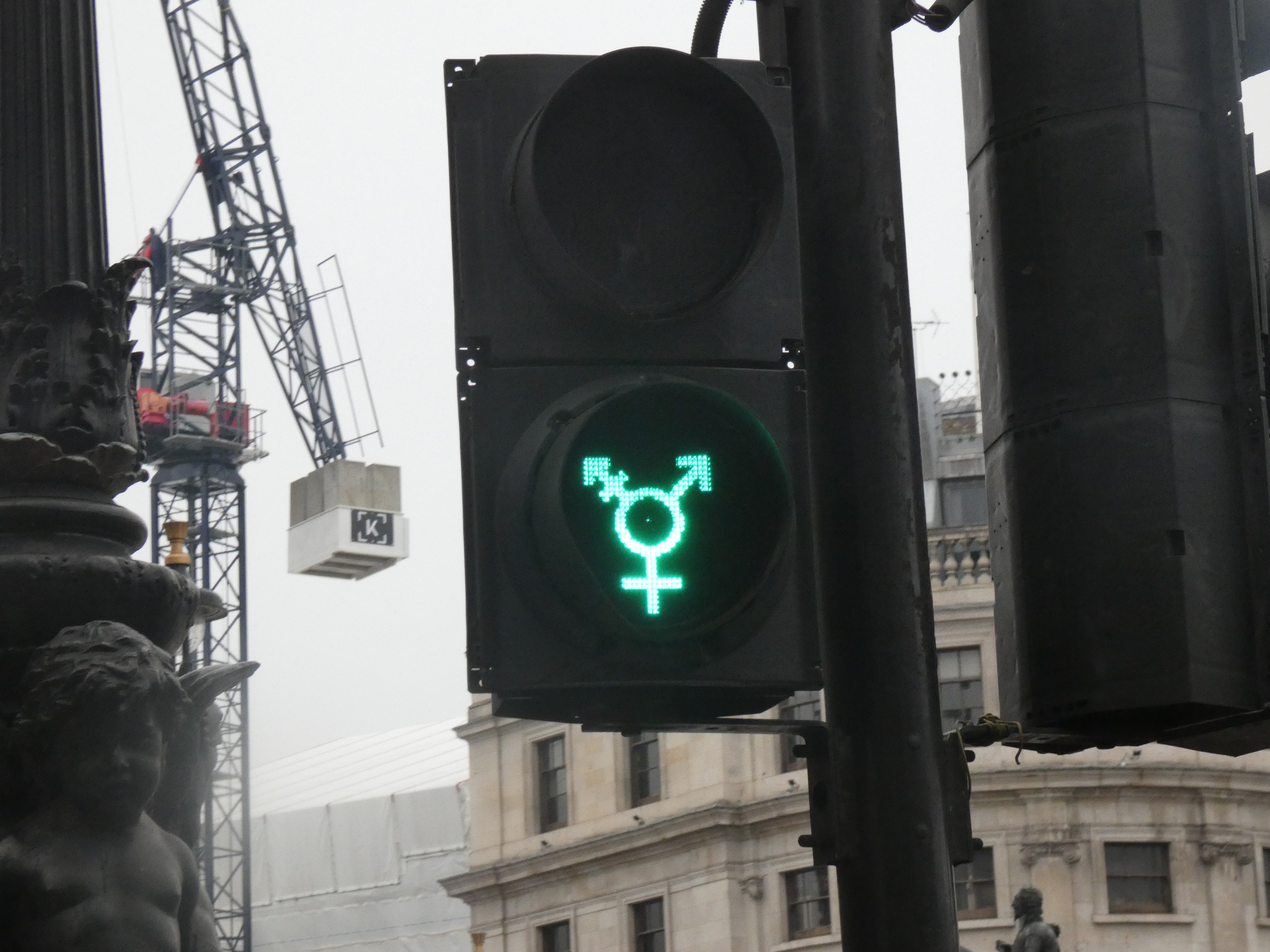
Symbole ⚧ utilisé pour le feu vert piéton à une intersection de Trafalgar Square, Londres

D'autres symboles transgenres incluent le papillon (symbolisant la transformation ou la métamorphose), et un symbole yin et yang rose/bleu clair. Ils incluent aussi l’œuf, référence à la personne trans qui n'a pas encore conscience de l'être.
Le requin en peluche Blåhaj, commercialisé par Ikea, est devenu au début des années 2020 un symbole d'acceptation des personnes trans, en particulier en ligne mais aussi dans les marches des fiertés.

### Liens avec d'autres mouvements sociaux

#### Autres personnes du spectre LGBT
En dépit de la distinction entre l'orientation sexuelle et le genre, à travers l'histoire, les groupes gays, lesbiens et bisexuels étaient souvent le seul endroit où les personnes de genre variant étaient socialement acceptées dans le rôle de genre auquel elles estimaient appartenir ; en particulier pendant le temps où la transition médicale et juridique était presque impossible.
Toute la gamme des orientations sexuelles est retrouvée chez les personnes trans, c'est-à-dire l'hétérosexualité, l'homosexualité, la bisexualité, la pansexualité, la polysexualité, la demisexualité, etc. ainsi que l'asexualité ; l'« intensité sexuelle » (hypersexualité ou hyposexualité) étant également indépendante de la question trans. Cela signifie que de nombreuses personnes trans appartiennent par au moins un autre aspect à la communauté LGBT.
Les membres de la communauté transgenre sont parfois négligées dans le militantisme LGBT. En outre, leur rôle historique est souvent négligé.

#### Féminisme
Bien que la seconde vague du féminisme fasse la distinction entre le sexe et le genre, certains féministes pensent qu'il y a un conflit entre l'identité transgenre et la cause féministe, c'est-à-dire qu'ils pensent que la transition d'homme vers femme abandonnait ou dévaluait l'identité femme, et que les personnes transgenres embrassent les stéréotypes et les rôles de genre traditionnels,,,. Cette histoire est cependant à nuancer, l'exclusion de certaines personnes trans étant très médiatisée mais en réalité probablement minoritaire au sein des collectifs,,. Cependant, de nombreux féministes transgenres se considèrent comme contribuant au féminisme parce que questionnant et en subvertissant les normes de genre.
La troisième vague féministe contemporaine est considérée comme généralement plus soutenante envers les personnes transgenres. Ainsi en 2020, un collectif de femmes féministes, trans ou cis réaffirme la solidarité entre toutes les femmes en proclamant : « nous, femmes, transgenres ou cisgenres, féministes, refusons l’importation [US] de ces débats transphobes en France. Nous refusons cette opposition entre femmes, nous refusons cette division ne servant que le patriarcat et réaffirmons la solidarité féministe. ».

## Savoirs et théories

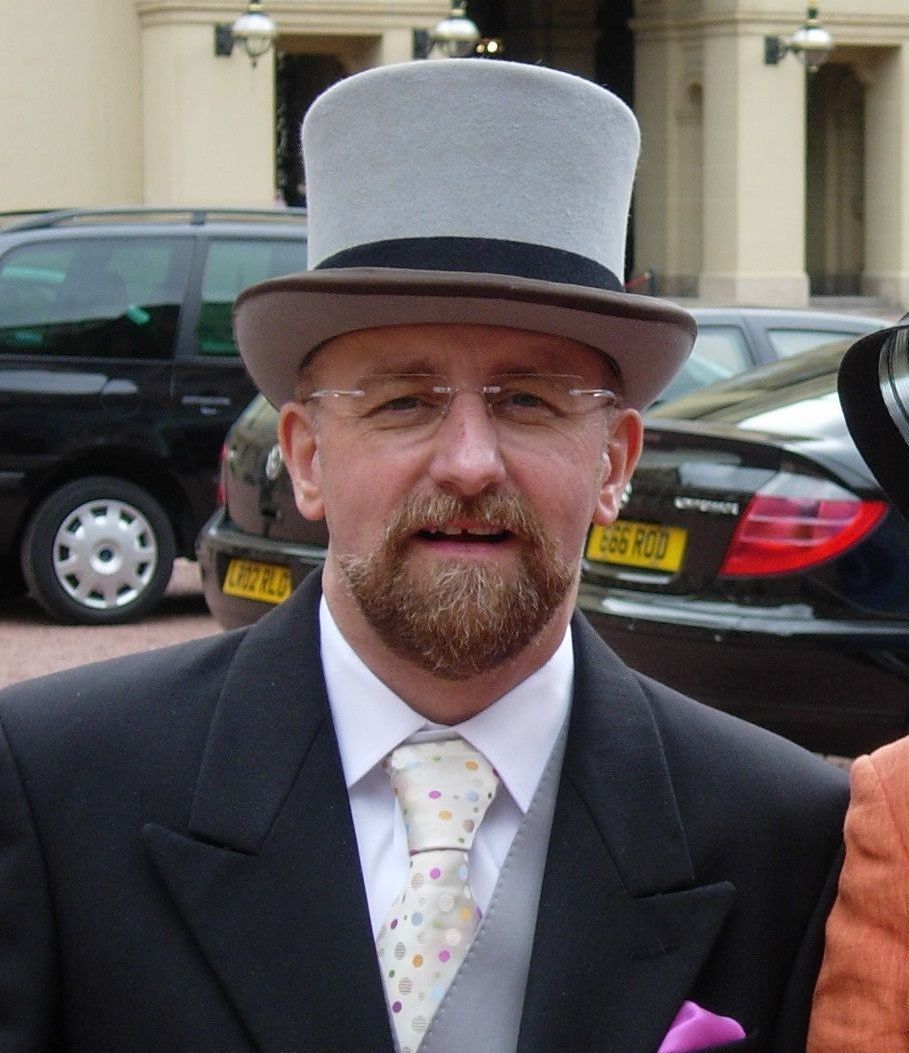
en 2005.

Qu'ils soient étatsuniens, comme Susan Stryker et Stephen Whittle (en), ou françaises, comme Karine Espineira et Maud-Yeuse Thomas, les spécialistes des études trans distinguent deux courants. Historiquement, le premier est l'étude du phénomène transgenre ou étude des transidentités, qui arrive à la fin du 19e siècle et est l'étude de la transidentité d'un point de vue cisgenre et vu comme d'un problème de société et d'une non-conformité. Le second, qui émerge au début des années 1990, considère au contraire que les personnes trans sont capables de produire des savoirs sur la transidentité.

### Études trans
Les études trans sont un champ académique qui fournit une approche interdisciplinaire des études de genre, des études gaies et lesbiennes, et de la sexologie qui émerge dans les années 1990 comme une production de savoirs sur les transidentités par les personnes trans elles-mêmes, en réaction à l'omniprésence de discours stigmatisant.
Ces études se développent au cours du XXIe siècle, par la publications d'ouvrages lors des années 2000 et la création de la revue Transgender Studies Quarterly en 2014.

### Études des transidentités

#### Aspects anthropologiques et religions
James D. Whitehead et Evelyn Eaton Whitehead, éducateurs et auteurs, discutent des liens entre la spiritualité et la sexualité, et l'absence fréquente de compassion dans la communauté ecclésiale, dans leur cas, l'Église catholique, en faisant partie de cette communauté.

#### Causes
Les recherches d'une cause médicale à la transidentité trouvent le plus souvent une corrélation sans prouver de causalité : par exemple, une étude montre que les mères de personnes trans sont plus susceptibles de dépression et en conclut qu'il y a un lien de cause à effet, qui pourrait être inversé par le fait que les enfants trans subissent de la transphobie, ce qui pourrait logiquement affecter le bien-être de la mère.
L'étiologie de l'homosexualité est extrêmement similaire au niveau neurologique à celle de la transidentité,. Les résultats d'une méta-étude suggèrent que les personnes trans ont une structure cérébrale similaire à celle de leur sexe natal avant traitement hormonal, mais également certaines caractéristiques du genre d'arrivée.
De nombreuses théories biologiques, génétiques ou environnementales, sont proposées pour expliquer la transidentité. Ces explications sont parfois concurrentes, mais souvent plus crédibles que la thèse d'une raison sociale seule. Les facteurs biologiques avant la naissance participent probablement à l'identité de genre dans un rôle d'interaction avec l'environnement après la naissance plutôt que dans un rôle déterministe.

## Représentation
La visibilité des personnes transgenres évolue avec les catégories qui servent à les désigner : une acceptation plus large ou au contraire plus stricte de qui est trans aura un impact visible sur leur représentation dans l'espace public. Les femmes trans sont beaucoup plus visibles dans la culture populaire que les hommes trans.

### Journée internationale de la visibilité trans

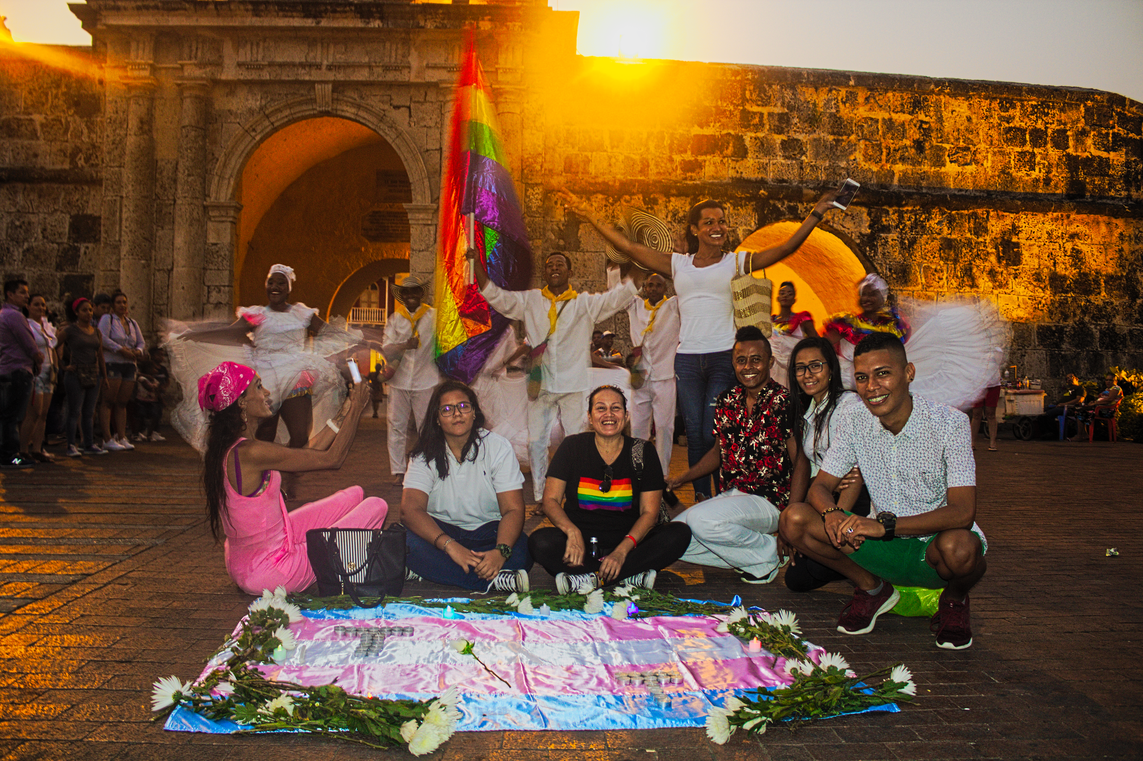
Célébration de la journée de la visibilité transgenre en Colombie

La journée internationale de visibilité transgenre est un événement annuel qui a lieu le 31 mars et qui est destiné à célébrer les personnes transgenres et à faire prendre conscience de la discrimination qu'elles subissent dans le monde entier. Cette journée spéciale a été créée dans le Michigan par la militante trans Rachel Crandall, en 2009, en réaction au manque de journée de célébration LGBT consacrée aux personnes transgenres.

### Icônes trans

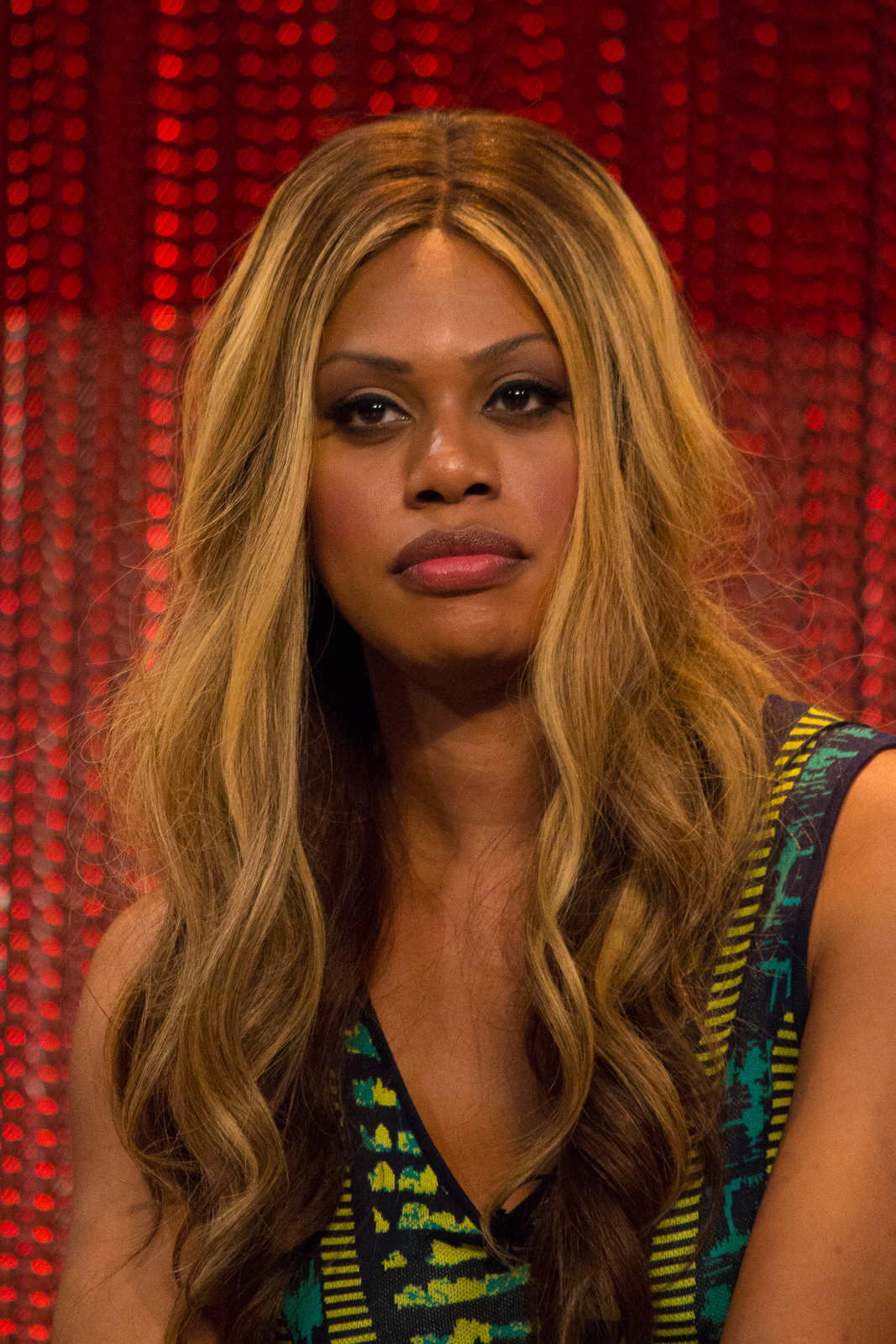
La combinaison de sa visibilité et de son engagement pour la communauté trans font de Laverne Cox, comme de Cocinelle avant elle, une icône trans

Les icônes trans se répartissent en deux catégories : d'une part, les personnes trans visibles, dont la vie, la visibilité ou le militantisme sont sources d'inspiration ; de l'autre, des personnages de fiction, pouvant être canoniquement trans ou non mais permettant une identification du public trans.
Parmi les personnes réelles ayant atteint le statut d'icône trans se trouvent Coccinelle, meneuse de revue française dans les années 1960, une des premières femmes trans à recevoir une vaginoplastie en France et qui a contribué à la fois à aider la communauté trans du pays mais aussi à faire connaître la transidentité du grand public. Pour la chanteuse turque Bülent Ersoy, son statut d'icône trans vient de sa très forte popularité dans son pays et de son statut de diva, faisant d'elle plus « une icône qui est trans » qu'une « icône trans ».
Caitlyn Jenner devient une icône trans au milieu des années 2010 en médiatisant son parcours de transition ; toutefois, son statut d'icône trans est surtout présent parmi le public cis. À l'inverse, sa compatriote américaine, l'actrice Laverne Cox, qui accède à la visibilité au même moment grâce à son rôle dans la série Orange Is the New Black, est célébrée non pas uniquement pour sa visibilité mais aussi pour son activisme, en particulier pour les personnes trans les plus marginalisées.
Devant la très faible représentation de personnages trans, en particulier pour les fictions destinées aux enfants ou aux jeunes adultes, le public trans se réapproprie de nombreux personnages non explicitement trans mais pour qui il ressent un fort sentiment d'authentification : c'est ainsi le cas de Danny Fantôme, de Jessie et James dans Team Rocket, du Hercule de Disney, de Hauru dans Le Château ambulant, Lars dans Steven Universe, Link et Zelda dans la série de jeux vidéos éponyme, Sombra dans Overwatch, Mlle Bille-en-tête dans Le Bus magique ou Bayonetta.

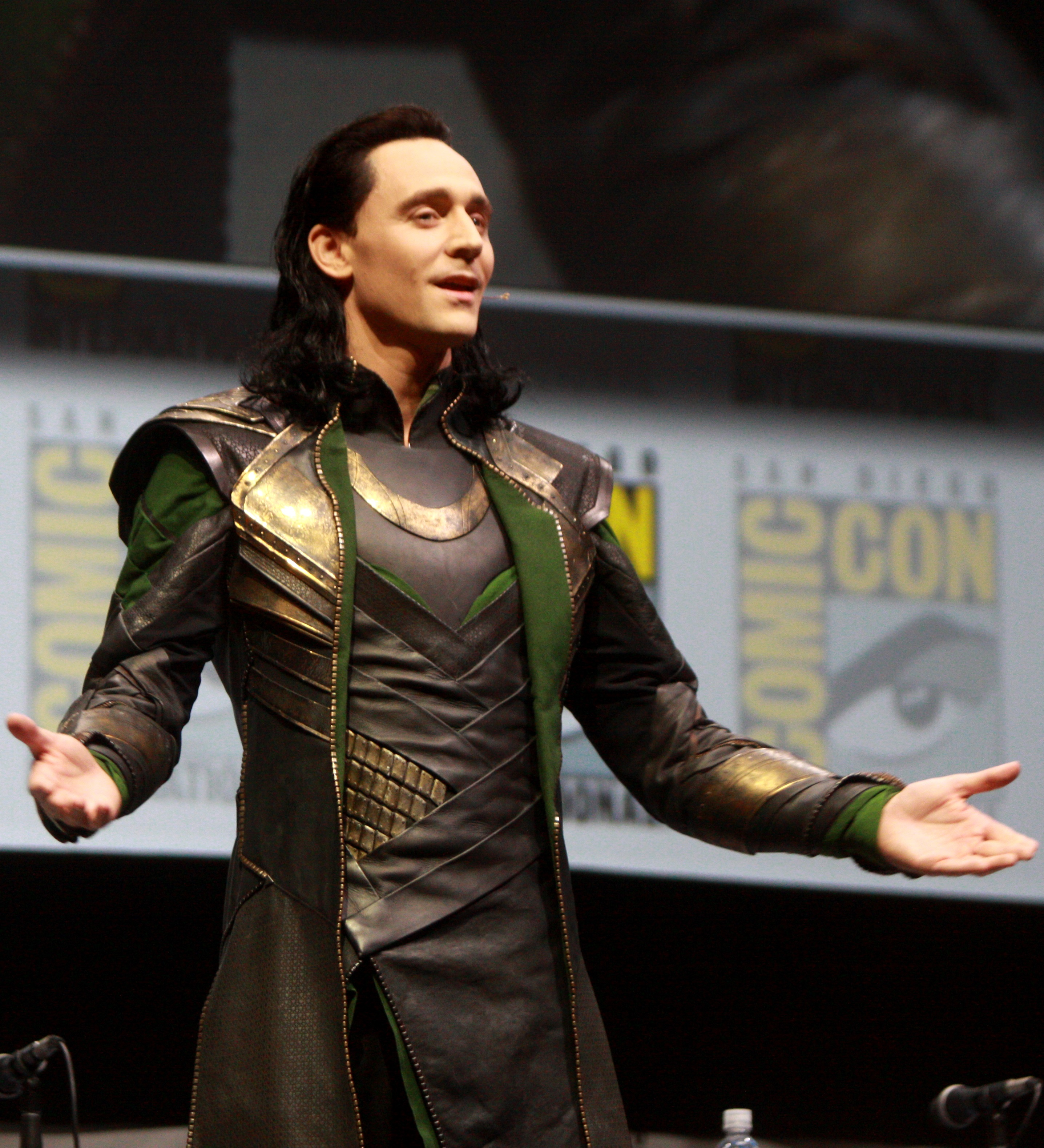
Le statut de Loki comme icône trans dépend fortement de la version du personnage (comics, univers cinématographique Marvel ou fanfiction) considérée et de la manière dont sa fluidité de genre est représentée.

Dans le groupe des personnages de fiction, Loki occupe une place particulière : si le personnage de Comics est canoniquement genderfluid et est une icône trans, son adaptation dans l'univers cinématographique Marvel (MCU), en particulier la série Loki, est vue au contraire comme une mauvaise représentation, ce qui ne l'empêche pas de servir de base à de nombreuses fanfictions basées sur le MCU mais où sa fluidité de genre est à nouveau mise en valeur.
Le travail de réappropriation, par l'interprétation ou l'écriture de fanfictions, n'est pas spécifique à la culture trans mais un trait distinctif de la culture LGBT au sens large.

### Couverture médiatique
Les médias ne représentent qu'un spectre minuscule du groupe transgenre, ce qui engendre une connaissance étroite de la société, sur ce qu'est réellement la communauté transgenre et sa diversité.
La transidentité a été discutée dans les médias depuis les années 1930. Le magazine américain Time lui avait consacré un article en 1936, appelé « hermaphrodites », traitant le sujet avec sensibilité, sans sensationnalisme. Il décrivait l'appel d'Avery Brundage, qui s'occupait de l'équipe américaine des Jeux olympiques d'été de 1936, à Berlin, qu'un système soit mis en place pour examiner les athlètes féminines avec « ambiguïtés sexuelles » ; deux athlètes avaient effectué une transition de genre après les Jeux.
Christine Jorgensen est une femme transgenre qui a reçu une attention considérable de la part des médias populaires, dans les années 1950. Jorgensen est une ancienne militaire qui a quitté le Danemark pour recevoir une chirurgie de réattribution sexuelle. Son histoire est apparue dans des publications, notamment le Time et Newsweek. D'autres représentations de femmes transgenres sont apparues dans les médias populaires dans les années 1950 et 1960, telles que Delisa Newton (en), Charlotte McLeod, Tamara Rees, et Marta Olmos Ramiro, mais Jorgensen a reçu le plus d'attention. Son histoire était sensationnalisée, mais elle a été reçue positivement. En comparaison, de nouveaux articles à propos de Newton, McLeod, Rees, et Ramiro ont eu des conséquences négatives. La question de la transidentité occupe désormais une place inédite dans le débat public en raison d'une meilleure visibilité, d'une plus grande présence et par les demandes des associatifions trans militantes.
En 2023, deux cent journalistes du New York Times publient une lettre ouverte destinée à leur direction qui dénonçait la couverture éditoriale de la transidentité, en tant que thème. Celle-ci est jugée comparable à celle sur l'homosexualité il y a plusieurs décennies, voire d'être sous l'influence de groupes de pression hostiles à la transidentité.

### Politique

#### Rôle des personnes trans en politique

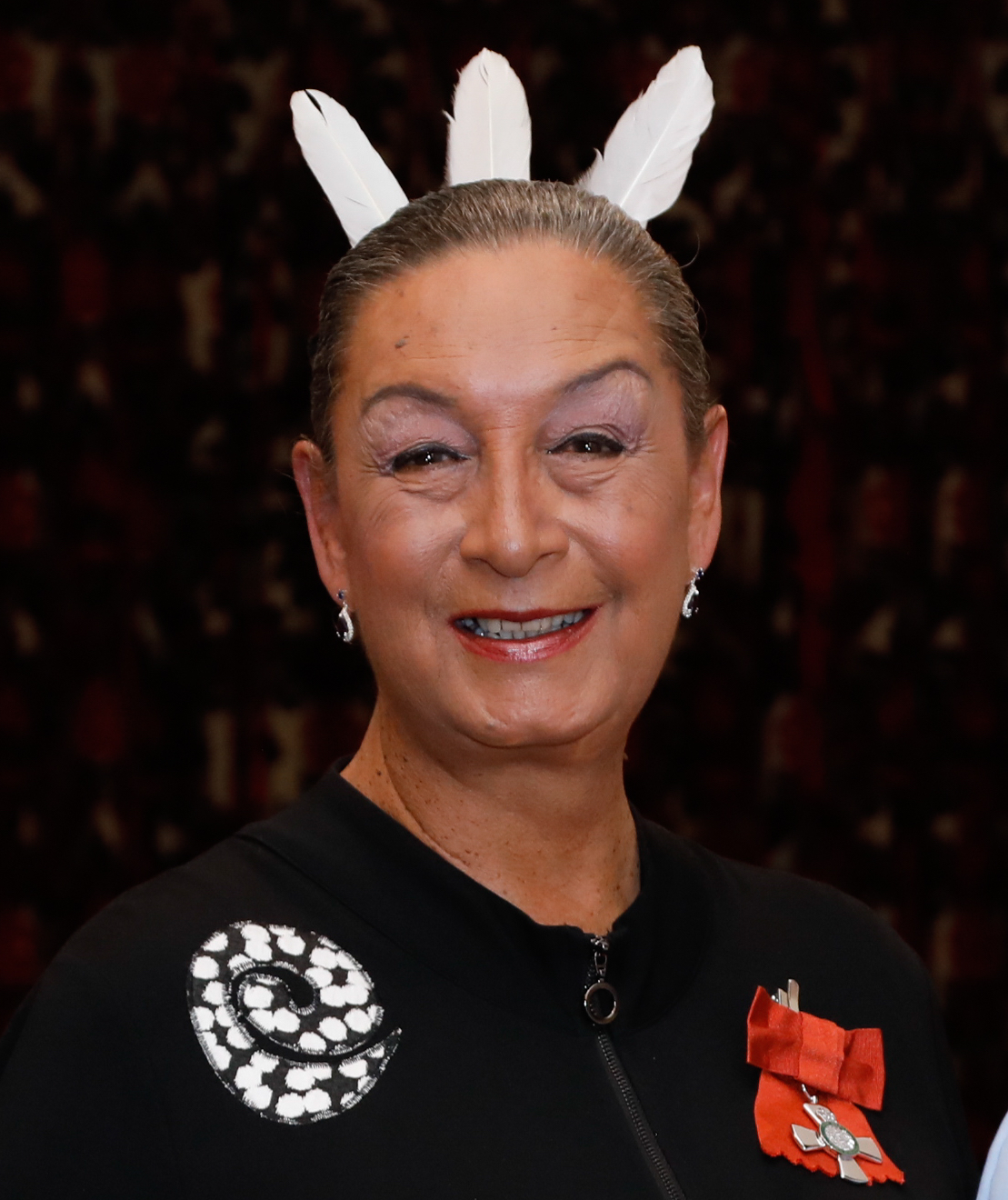
Georgina Beyer est la première femme trans élue députée dans le monde

Les personnalités politiques trans restent rares, même si un certain nombre accèdent à des fonctions politiques depuis la fin des années 1990 et surtout, des années 2010. En 1995, l'Italienne Marcella Di Folco est élue conseillère municipale, ce qui fait d'elle la première femme trans à occuper une fonction publique dans le monde. Élue maire en 1995, la Néo-Zélandaise Georgina Beyer devient en 1999 la première femme trans à accéder à la députation dans le monde. Au Japon, Aya Kamikawa devient en 2003 la première femme trans élue conseillère municipale et en 2016 Tomoya Hosoda le premier homme trans.
Parmi d'autres femmes trans pionnières dans le monde, on peut citer l'Italienne Vladimir Luxuria (élue députée en 2006), la Britannique Nikki Sinclaire (élue députée européenne en 2009), l'Espagnole Carla Antonelli (élue députée en 2011), la Polonaise Anna Grodzka (élue députée en 2012), l'Uruguayenne Michelle Suárez Bértora (devenue sénatrice en 2014), la Philippine Geraldine Roman (élue députée en 2016), la Vénézuélienne Tamara Adrián (élue députée en 2016) et la Brésilienne Erica Malunguinho (élue députée en 2018). En 2016, la Taïwanaise Audrey Tang devient la première personne trans au monde à devenir ministre, suivie par la Belge Petra De Sutter en 2020.

#### Monuments
Le maire de la ville de New York a annoncé, le 30 mai 2019, l'édification d'un monument en l'honneur de deux femmes transgenres, Marsha P. Johnson and Sylvia Rivera, héroïnes de la lutte pour les droits de la communauté LGBT. Leur statue doit être installée à Greenwich Village, le quartier où elles vivaient. En France, en février 2020, la ville de Metz renomme un square en hommage à Marsha P. Johnson. Sa ville natale, Elizabeth dans le New Jersey, compte depuis 2020 une statue lui rendant hommage. Marsha P. Johnson et Sylvia Rivera s'étaient opposées, le 28 juin 1969, à une descente de police dans un bar gay (le Stonewall Inn). Elles ont plus tard créé le Street Transvestite Action Revolutionaries (STAR), une association destinée à soutenir les jeunes trans, gays ou altersexuels (sans genre) sans domicile fixe. En 2021, en Belgique, seule une rue portait le nom d'une personne trans.
La ville de Londres peint en 2021 un passage pour piéton avec les couleurs du drapeau transgenre afin de montrer clairement son engagement contre la transphobie. Une nouvelle sculpture est également exposée depuis le 18 septembre 2024 à Trafalgar Square, afin de donner « de la visibilité à la communauté transgenre » selon son autrice, l'artiste mexicaine Teresa Margolles. Cette œuvre, commandée par la mairie de Londres, est intitulée Mil Veces un Instante (Mille fois un instant). Elle sera exposée jusqu'en septembre 2026. Les moulages en plâtre des visages de 726 individus transgenres et non binaires du Royaume-Uni et du Mexique la composent.

### Musique

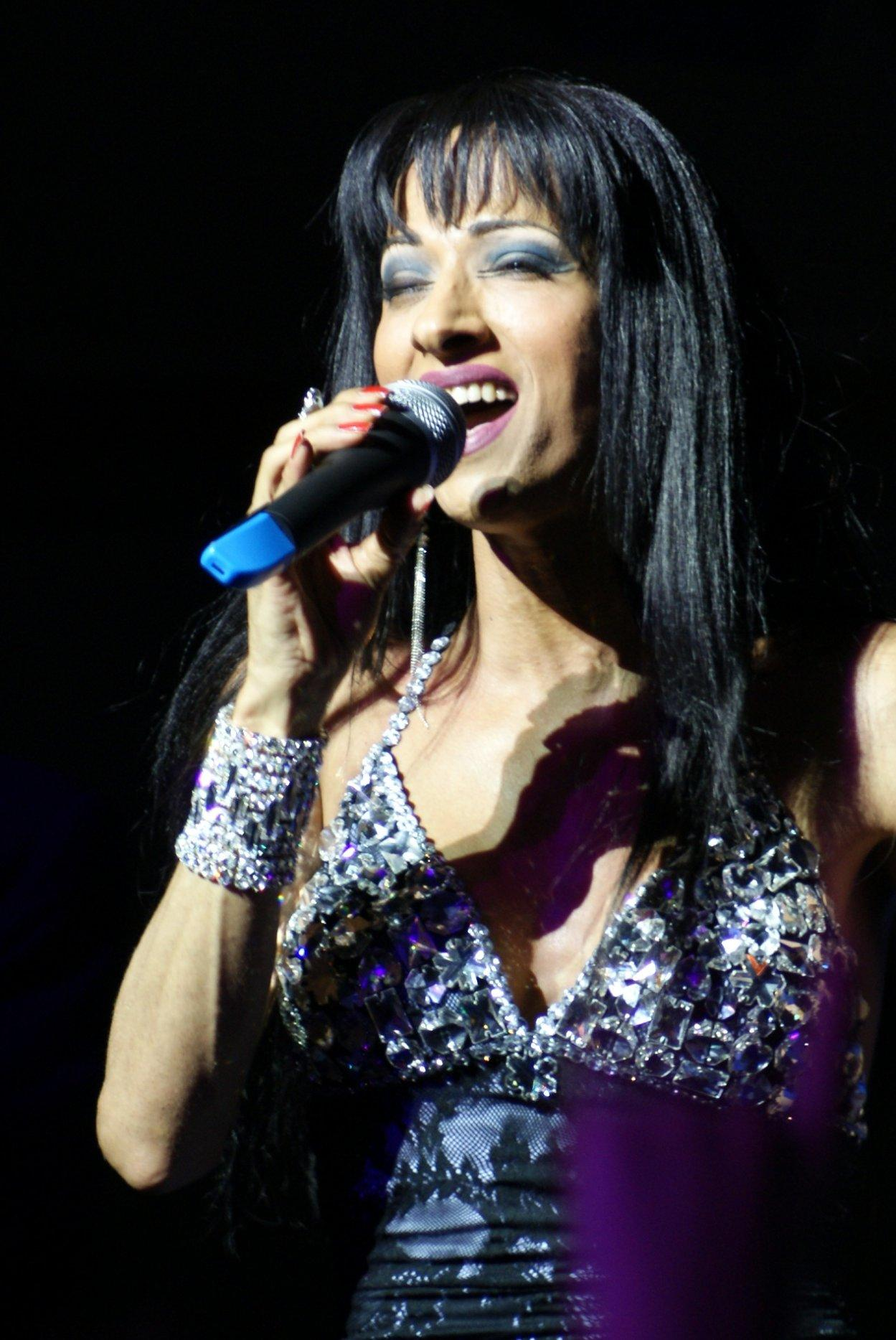
Dana International au Concours Eurovision de la chanson, 1998.

Jackie Shane, une chanteuse afro-américaine née à Nashville en 1940, avait fui le racisme et la transphobie de sa ville natale. Elle sera l'une des premières figures de ce nouveau genre soul de la scène musicale de Toronto, où elle s'était installée en 1959. Elle quitte la scène au début des années 1970 et meurt à Nashville en 2019. En 1958, Jacqueline Charlotte Dufresnoy, connue sous le nom de scène de Coccinelle, change de genre à l'état civil. Elle est alors considérée comme la première célébrité française à avoir effectué cette démarche
L'Israélienne Dana International remporte le concours Eurovision de la chanson en 1998. En 2014, la meneuse de revue française et trans Marie-Pierre Pruvot, connue sous le simple nom de scène de Bambi est élevée au grade de chevalier dans l'ordre national du Mérite. Pour la première fois une chanteuse trans, Lucia Lucas, se donnera en spectacle dans l'opéra Billy Budd au cours de la saison 2021-2022 au Metropolitan Opera de New York. Elle interprète des rôles dans le répertoire de baryton. Wendy Carlos est une américaine considérée parfois comme une pionnière du synthétiseur. Elle compose par exemple la musique du film Orange mécanique en 1971. L’Orchestre classique de Montréal présente au cours de l'automne 2020 la première québécoise de l’opéra américain As One. Il raconte l'histoire d'Hannah dans sa transition vers sa nouvelle identité de femme. Il est coécrit par Kimberly Reed, elle-même transgenre, en s’inspirant de sa propre histoire. Kim Petras, artiste et femme transgenre, connait un certain succès. Pour la première fois une chanteuse trans remporte le Prix de musique Polaris au Canada en 2020. L'artiste-compositrice trans Britannique Sophie Xeon, plus connue par son seul prénom "Sophie", décède d'un accident en 2021 en Grèce. Harisu est la toute première chanteuse et artiste transgenre de Corée du Sud. Elle s'est fait connaitre en 2001 grâce à une publicité télévisée. La youtubeuse trans Nikkie de Jager présente la soirée du Concours Eurovision de la chanson 2021 aux Pays-Bas. Kim Petras est récompensée aux Grammy Awards et classée parmi les premières dans les hit-parades en 2023. Elle devient la plus jeune personne à bénéficier une opération de réattribution sexuelle en 2008,. Le chanteur Redcar révèle publiquement son changement de genre en 2022. Artie du groupe français les Psychos Monks, annonce publiquement son changement de genre en 2023,.

### Mannequinat et concours de beauté

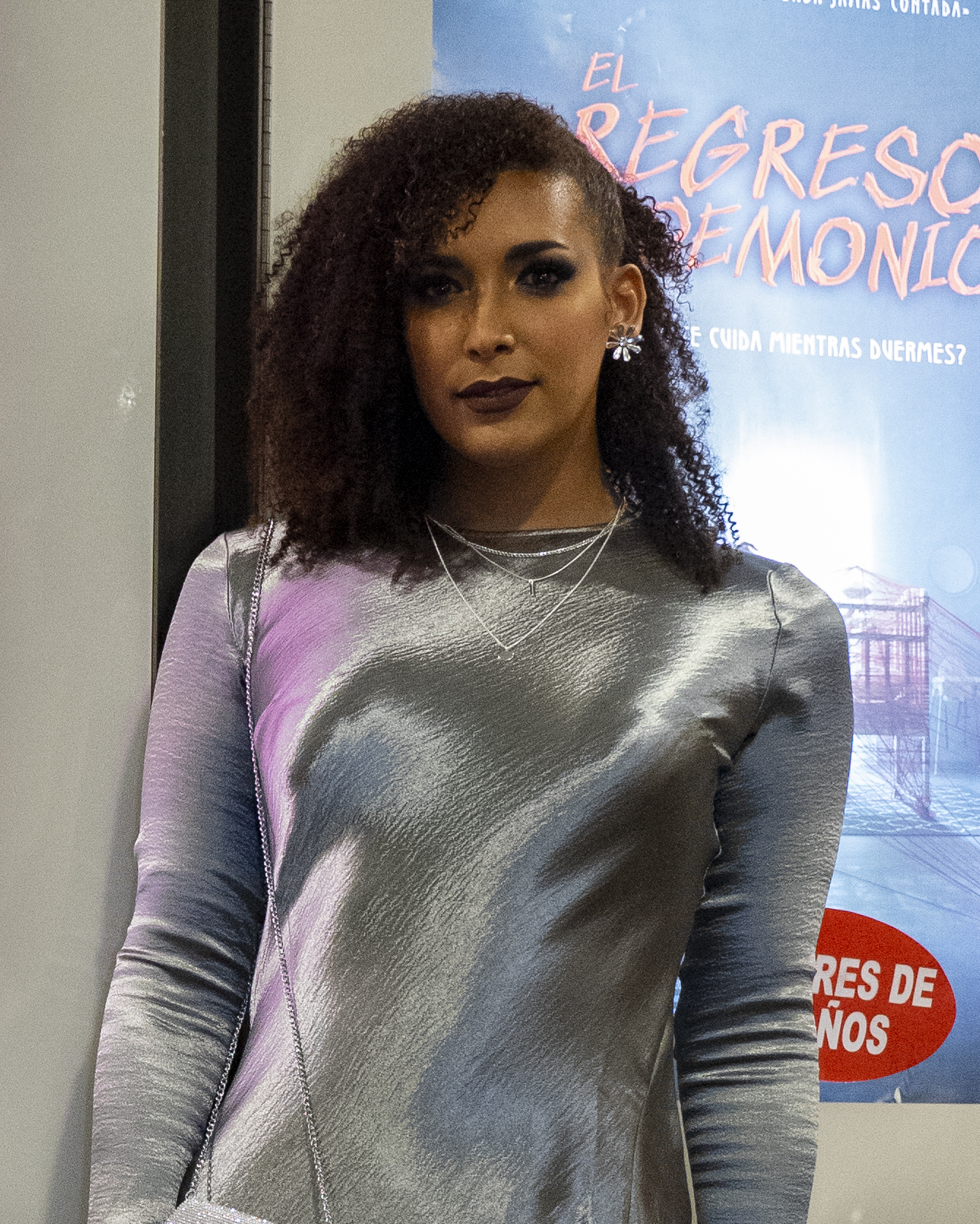
La modèle péruvienne

Selon une étude menée par le site américain The Fashion Spot, 32 mannequins transgenres femmes ont été sélectionnées à l'occasion des défilés automne-hiver 2019-2020. D'après la styliste et écrivaine Philippa Nesbitt « il y a bien plus de modèles transgenres qu'on le pense pendant les défilés, mais elles ne le disent pas ». Laith Ashley est le premier mannequin transgenre (FtM). Il est présent auprès de la marque de vêtements Calvin Klein en 2015. Inès Rau pose dans Playboy en 2014 et 2017 ; la première femme trans dans l'histoire du magazine,. En 2015, une agence de mannequins trans, Trans Models, est fondée à New York.
Sports Illustrated Swimsuit Issue accueille Valentina Sampaio pour son numéro annuel 2020 présentant des modèles en maillot dans des cadres de rêve. Pour la première fois depuis sa création en 1964, ce numéro accueille un mannequin trans. Ce hors-série est considéré comme une institution aux États-Unis et ailleurs.
L'agence de mannequins Willow Scott est créée en Arizona par Jennifer Welter en 2021. Elle compte 35 mannequins, dont 11 sont transgenres. Cette agence présente le premier mannequin trans à la Phoenix Fashion Week de 2021. En 2021, Jin Xing devient l'égérie de Dior pour l'un de ses parfums. Pour la première fois, un mannequin trans, Ariel Nicholson, s'affiche à la une de l'édition américaine de Vogue du mois d'août 2021.
Certains pays interdisent la participation aux concours de beauté féminins aux femmes trans. Le 12 janvier 2013, Kylan Arianna Wenzel est la première femme trans à être autorisée à concourir à Miss Univers,. Une femme d’affaires Thaïlandaise trans, Jakkaphong Jakrajutatip (en), rachète en 2022 la société organisatrice de Miss Univers.
Plusieurs concours de beauté pour femmes transgenres existent, dont le concours Miss Trans Star International (en).

### Pornographie

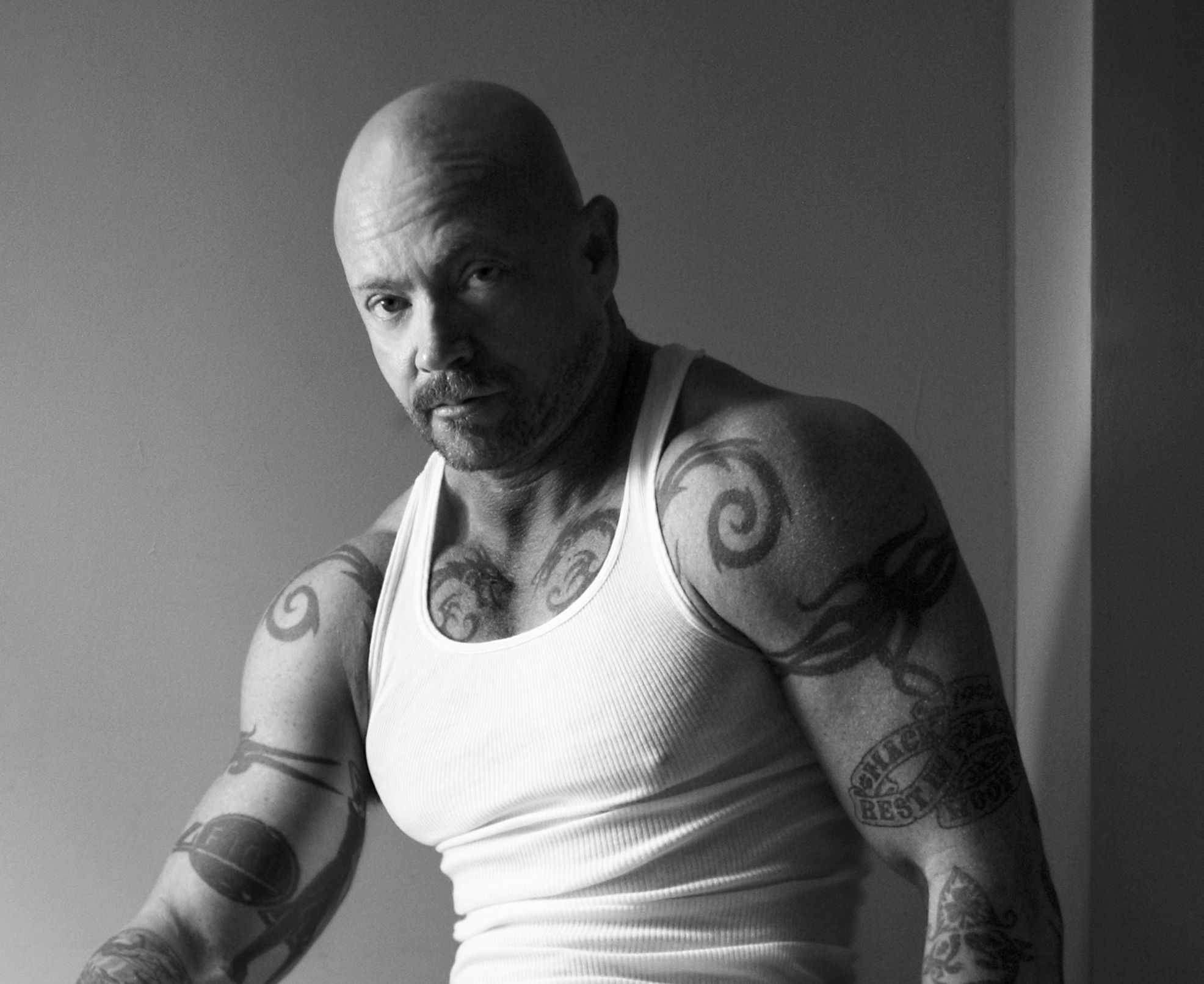
Buck Angel, acteur et producteur de films pornographiques

La pornographie transgenre est un genre de pornographie mettant en scène des femmes trans le plus souvent, mais parfois aussi des hommes trans. Le genre apparaît dans les années 1970 et se démocratise dans les années 2000. À partir du milieu des années 2010, l'apparition de plateformes individuelles comme OnlyFans permet aux artistes de renvoyer des images plus positives et moins stéréotypées de leur sexualité,. La pornographie transgenre est sujette à débats au sein des communautés trans : selon certains, il s'agit d'un moyen de se réapproprier son corps comme objet de désir,, selon d'autres, il s'agit de fétichisme perpétuant des stéréotypes dangereux et qui adopte un vocabulaire très insultant.
En 2018, les termes trans et transgenres apparaissent en cinquième position des recherches sur Pornhub, le plus souvent recherchés par des hommes hétérosexuels cherchant des femmes trans avec des pénis. La majorité des spectateurs de la pornographie transgenre se considèrent comme hétérosexuels,,,, au point que l'actrice porno transgenre Wendy Williams a qualifié le porno trans de « spécialité hétéro ».
Les professionnels du porno transgenre sont distingués, aux États-Unis, par des récompenses spécialisées, dont les principales sont l'AVN Award Transsexual Performer of the Year depuis 2004, et les Transgender Erotica Awards (anciennement Tranny Awards) depuis 2009,.

### Audiovisuel

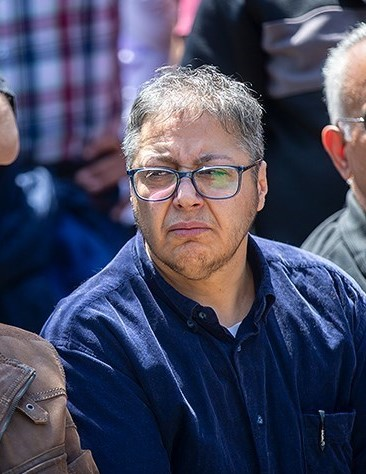
L'acteur iranien en 2023

La représentation des personnes trans à l'écran ne quitte les limites de la pornographie transgenre pour s'étendre à l'économie formelle que dans les années 2010.
Dans les années 1990 et 2000, la transidentité est traitée dans les émissions de télé-réalité comme un objet de fascination exotique, qui ne peut pas faire partie de la vie « normale ». Les médias de l'époque présentent les personnages trans comme mentant aux autres ou à elles-mêmes, de façon pathologique. Jusqu'à 1999, la plupart des personnages trans au cinéma sont des meurtriers ou au moins des sociopathes, comme dans Psychose, Le Silence des Agneaux ou encore Pulsions.
Le premier film commercial à succès parlant de transidentité de façon positive est Boys Don't Cry, sorti en 1999, où Hilary Swank joue le rôle de Brandon Teena, assassiné par transphobie. Certains commentateurs y voient un film essentiel du transgender gaze et un important hommage à Teena, d'autres y voient une œuvre transphobe qui ne montre que des actes de violence plutôt que l'humanité de son protagoniste. Si Lana et Lily Wachowski souhaitaient faire de Matrix une métaphore transgenre, elles n'ont pas eu la liberté créatrice de le faire aussi explicitement qu'elles l'auraient souhaité, ce qui n'a pas empêché une partie du public trans de le percevoir tout de même.
Le premier film à succès considéré comme ne faisant aucune concession ni effort de pédagogie pour le public cisgenre est By Hook or by Crook (en), paru en 2001. De nombreux films autour de la transidentité se terminent par la révélation du genre d'origine de la personne et une sanction qui en découle : c'est notamment le cas de Tomboy de Céline Sciamma.
Les rôles de personnages trans sont encore souvent joués par des personnes cisgenres, un choix critiqué,. Ce choix est accusé de perpétuer le cliché de la femme trans comme homme déguisé. Il est aussi accusé d'empirer le sous-emploi des acteurs trans au cinéma, offrant le peu de rôles trans à des personnes qui n'ont pas besoin de ces rôles pour leur carrière. En effet, très peu de rôles non étiquetés comme transgenres sont attribués à des personnes trans.
La comédie musicale de 1975 The Rocky Horror Picture Show tient une place particulière dans la filmographie trans : d'un côté, il est considéré comme une mauvaise représentation, puisque le personnage trans est non seulement joué par un acteur cis mais reprend le cliché transmisogyne de la femme trans agresseuse sexuelle ; de l'autre, le chercheur en représentation trans Cáel M. Keegan note que le film crée un renversement de narration : plutôt que d'avoir un scientifique qui crée sa créature, métaphore du pouvoir des chirurgiens cis sur leur patientèle trans, dans The Rocky Horror Picture Show, c'est le personnage trans qui crée un corps cis, positionnant ainsi celui-ci du côté de l'artificialité et le corps trans, par contraste, occupe ainsi la position de la naturalité.
Le paysage est différent dans les années 2010 et 2020 dans le cadre des séries télévisées, qui donnent le temps de montrer la pluralité et la complexité des personnages trans plus facilement qu'en un seul film. Les séries les plus emblématiques de cette nouvelle approche sont Transparent, diffusée de 2014 à 2019, mais aussi Orange is the New Black, diffusée de 2013 à 2019 et Sense8, des sœurs Wachowski, de 2015 à 2018. Avec Pose, l'ambition monte encore d'un cran, puisqu'il ne s'agit plus d'avoir un personnage trans au milieu d'un groupe cis, mais de montrer une partie importante de la culture transgenre, la ball room scene du New York des années 1980.

### Ouvrages généraux
- Karine Espineira et Maud-Yeuse Thomas, Transidentités et transitudes : se défaire des idées reçues, Le Cavalier Bleu, 2024, 2e éd. revue  (ISBN 979-10-318-0714-0)
- Jack Halberstam (trad. Dansmalangue, préf. Dansmalangue, postface Jack Halberstam), Trans*, Libertalia, 2023, 223 p. (ISBN 978-2-37729-298-1). .
- Victoria Defraigne, Les transidentités expliquées à mes parents : (et à tous les autres), Mardaga, 2023, 160 p. (ISBN 978-2804731137).
- Aline Alzetta-Tatone, Transidentité, les clés pour comprendre : Enjeux et richesse des parcours trans*, In Press, 2022, 224 p. (ISBN 978-2848357874).
- (en) Jack Halberstam, In a Queer Time and Place, New York University Press, 18 mars 2022 (ISBN 978-0-8147-9089-2, lire en ligne)
- Michel Agier et Mélanie Gourarier, Trans' Des existences frontalières, PUF, 2022, 200 p. (ISBN 978-2-13-082755-9)
- Lexie, Une histoire de genres : Guide pour comprendre et défendre les transidentités, Marabout, 2021, 224 p. (ISBN 978-2-501-14967-9)
- Association Epicene, Trans*, Till Schaap Edition, 2020, 240 p. (ISBN 978-3-03878-042-7)
- Serge Hefez, Transitions: réinventer le genre, Calmann Levy, 2020, 270 p. (ISBN 978-27-021-6660-4)
- Arnaud Alessandrin, Sociologie des transidentités, Éditions du Cavalier bleu, 2018, 136 p. (ISBN 979-10-318-0263-3)
- Sofia Azuria, Transgenre, Paris, Groupe CB, 2015, 125 p. (ISBN 978-2-7448-2061-8)
- Karine Espineira, Maud-Yeuse Thomas et Arnaud Alessandrin, La Transyclopédie : tout savoir sur les transidentités, Des Ailes sur un tracteur, 2012, 338 p. (ISBN 978-1-291-10322-9 et 1-291-10322-8, OCLC 851921127)
- Françoise Sironi, Psychologie(s) des transsexuels et des transgenres, Paris, Éditions Odile Jacob, 2011, 269 p. (ISBN 978-2-7381-2583-5)
- Karine Espineira, La Transidentité, De l'espace médiatique à l'espace public, Paris, Éditions L'Harmattan, coll. « Champs visuels », 2008, 187 p. (ISBN 978-2-296-06097-5, lire en ligne)

### Histoire
- (en) Hausman, Changing Sex, Duke University Press, 1994 (ISBN 978-0-8223-1692-3).
- (en) Kit Heyam, Before we Were Trans : A New History of Gender, Seal Press, 13 septembre 2022, 352 p. (ISBN 978-1-5416-0310-3). .
- Susan Stryker, Transgender history (œuvre littéraire), Perseus Books Group, 2008.

### Politique
- François Medjkane (coordination) et Floriane Brunet (coordination), Transidentités : Regards croisés et expériences transformatrices, Doin, 2023, 250 p. (ISBN 978-2704017348).
- Pauline Clochec, Noémie Grunenwald, Philippa Arpin et École normale supérieure lettres et sciences humaines, Matérialismes trans, 2021 (ISBN 978-2-9567194-1-0 et 2-9567194-1-6, OCLC 1272986099)
- Emmanuel Beaubatie, Transfuges de sexe : passer les frontières du genre, dl 2021 (ISBN 978-2-348-05737-3 et 2-348-05737-9, OCLC 1253368581)
- Karine Espineira, Transidentités : Ordre et panique de genre. Le réel et ses interprétations, Paris, Éditions L'Harmattan, coll. « Collection Logiques sociales », 2015, 263 p. (ISBN 978-2-343-05477-3, lire en ligne)

### Autres
- Agence des droits fondamentaux de l'Union européenne, Être « trans » dans l’UE : Analyse comparative des données de l’enquête sur les personnes LGBT dans l’UE, Office des publications, 2014, 16 p. (ISBN 978-92-9239-718-0, lire en ligne).
- Perrine Kervran, « Les transidentités, racontées par les trans », LSD, La Série Documentaire, France Culture,‎ 27 août 2018 (écouter en ligne).